# Lijst van woonplaatsen in Noord-Holland
Een woonplaats is volgens de wet basisregistraties adressen en gebouwen (BAG) een "door het bevoegde gemeentelijke orgaan als zodanig aangewezen en van een naam voorzien gedeelte van het grondgebied van de gemeente." Iedere Nederlandse gemeente is verplicht haar volledige grondgebied in te delen in een of meerdere woonplaatsen. Het Kadaster, de beheerder van de Landelijke Voorziening BAG, kent aan iedere woonplaats een woonplaatscode toe. Deze wordt tussen haakjes achter de naam van de woonplaats weergegeven.

## Aalsmeer

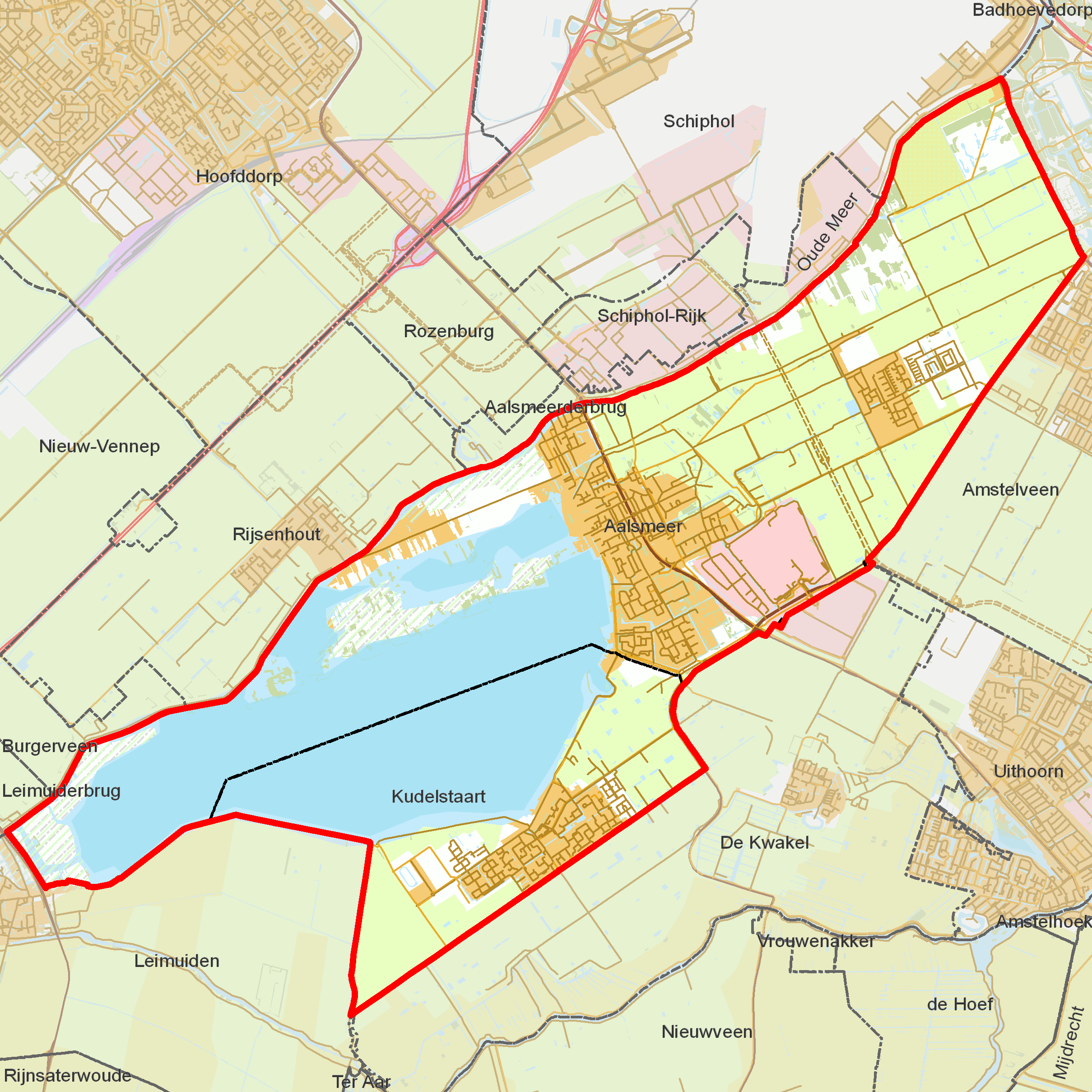
Woonplaatsen in de gemeente Aalsmeer

- Aalsmeer (2571)
- Kudelstaart (2572)

## Alkmaar

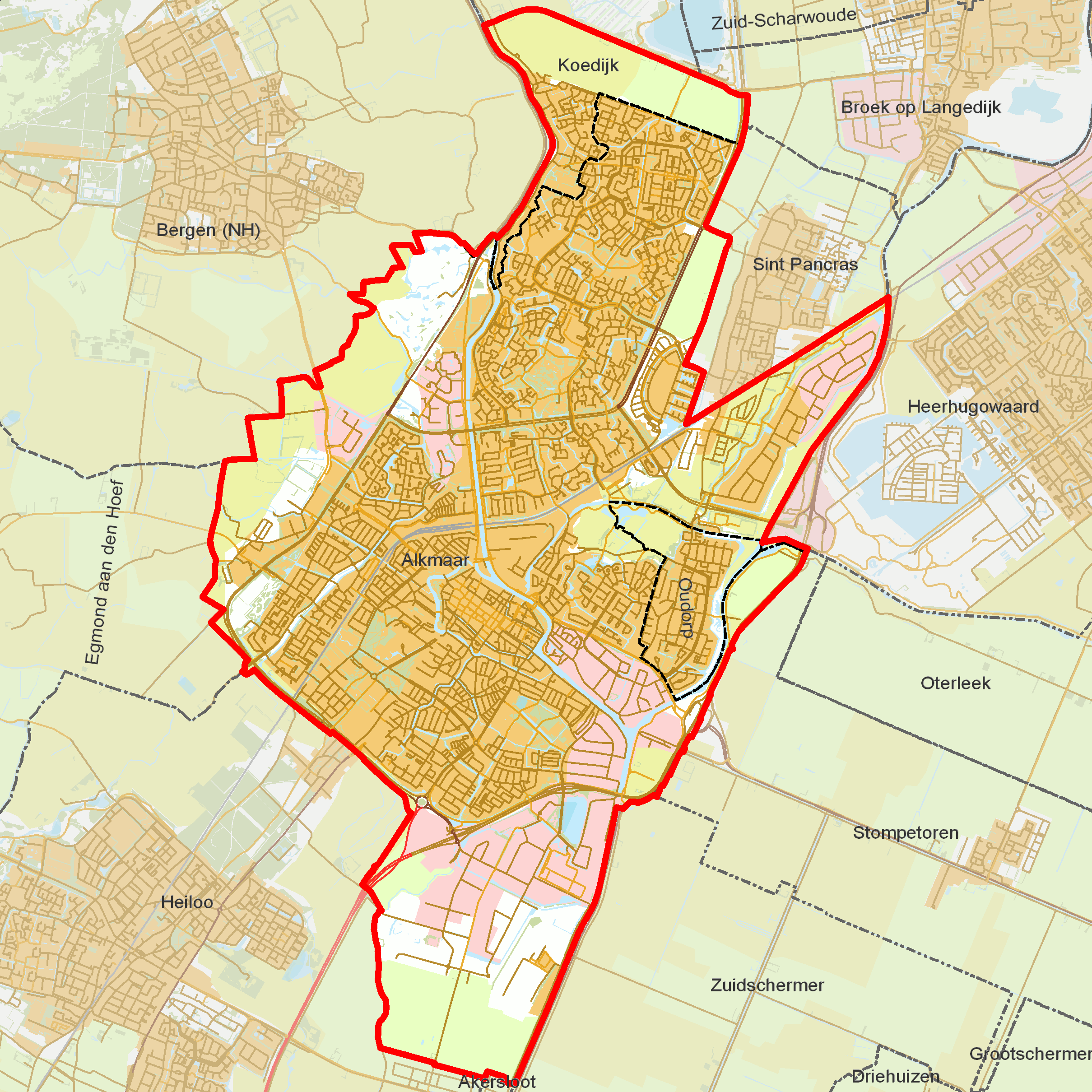
Woonplaatsen in de gemeente Alkmaar t/m 31 december 2014

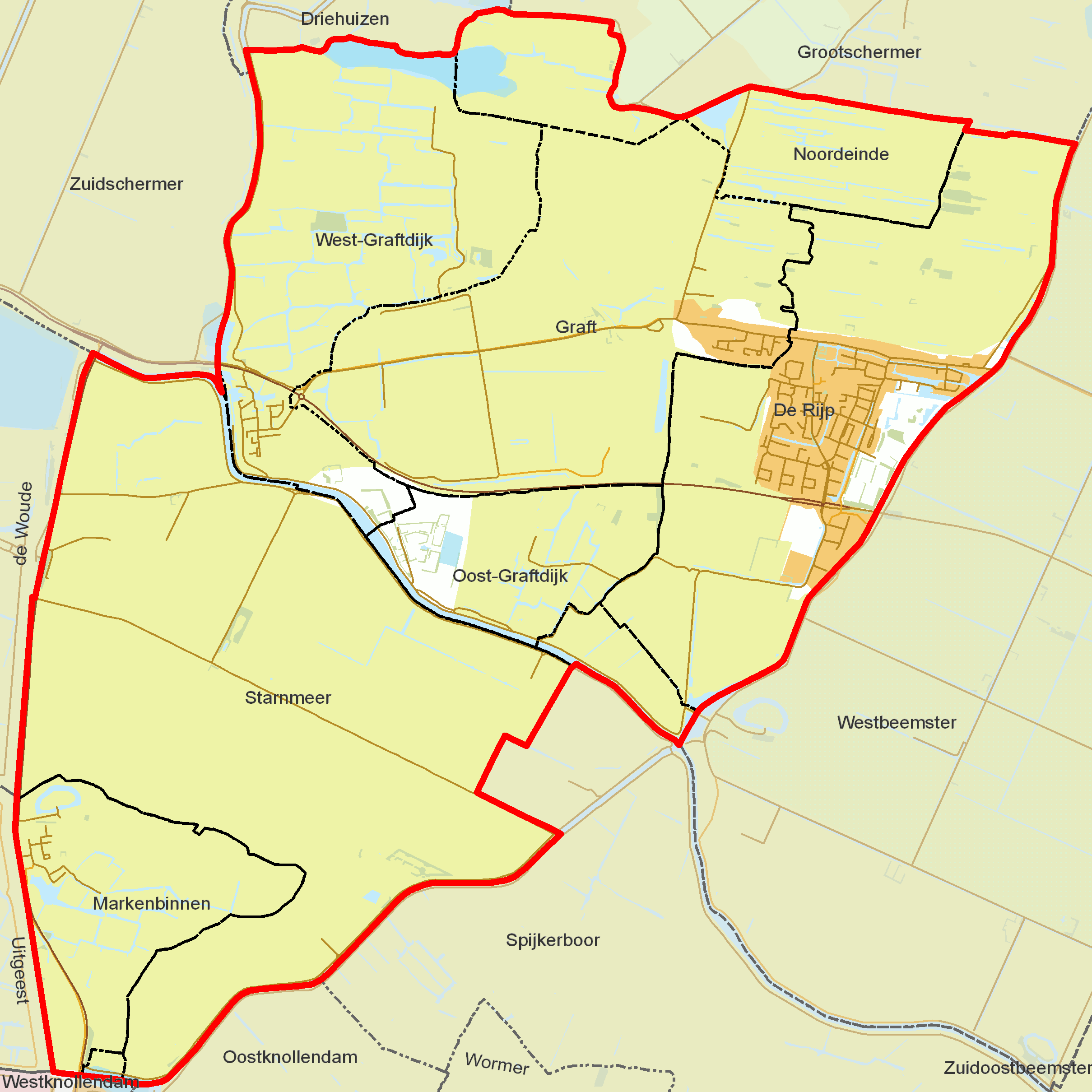
Woonplaatsen in de gemeente Graft-De Rijp

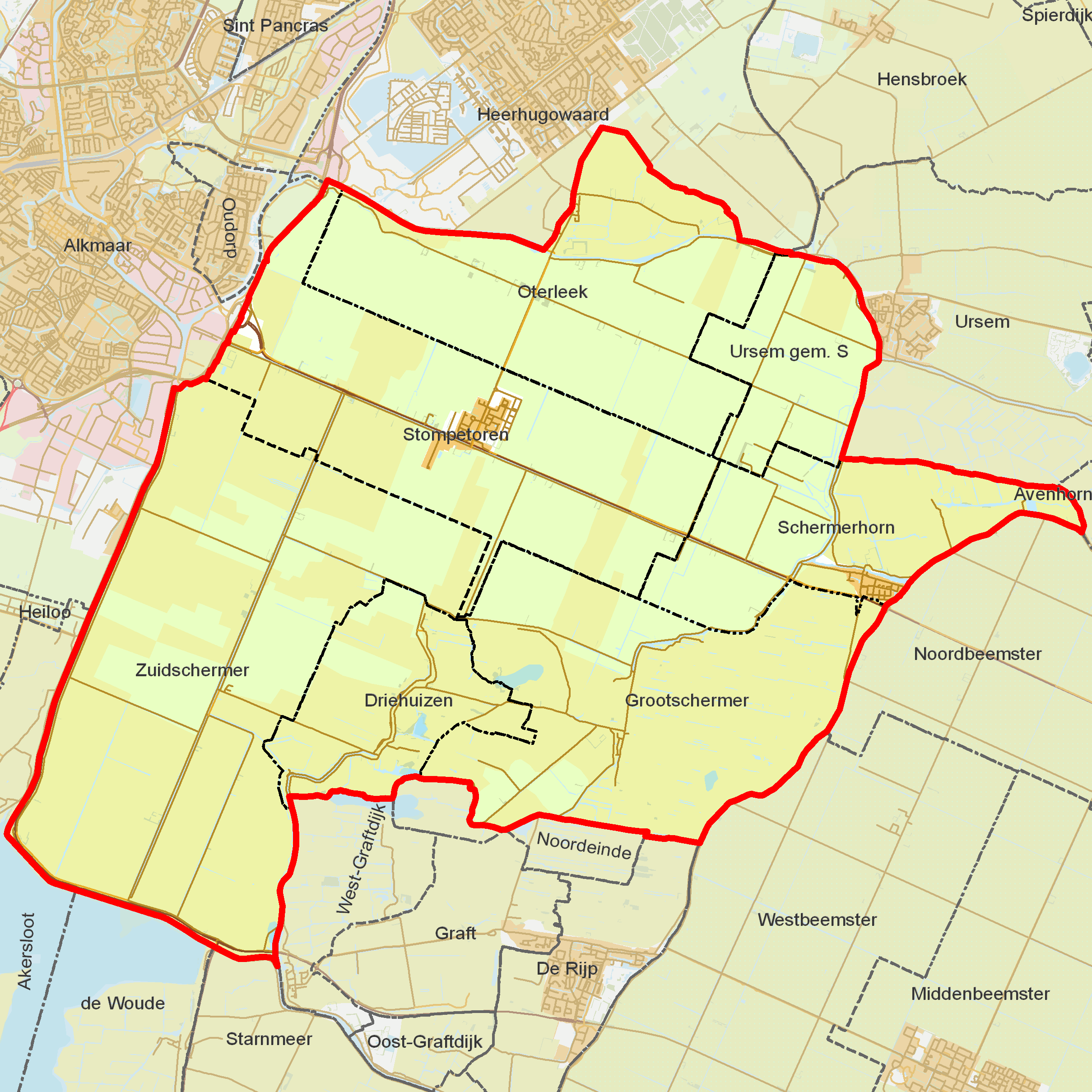
Woonplaatsen in de voormalige gemeente Schermer

- Alkmaar (2348)
- De Rijp (1902)
- Driehuizen (1886)
- Graft (1903)
- Grootschermer (1887)
- Koedijk (2349)
- Markenbinnen (1904)
- Noordeinde (1905)
- Oost-Graftdijk (1906)
- Oudorp (2350)
- Oterleek (1888)
- Schermerhorn (1889)
- Starnmeer (1907)
- Stompetoren (1890)
- Ursem (1891)
- West-Graftdijk (1908)
- Zuidschermer (1892)

## Amstelveen

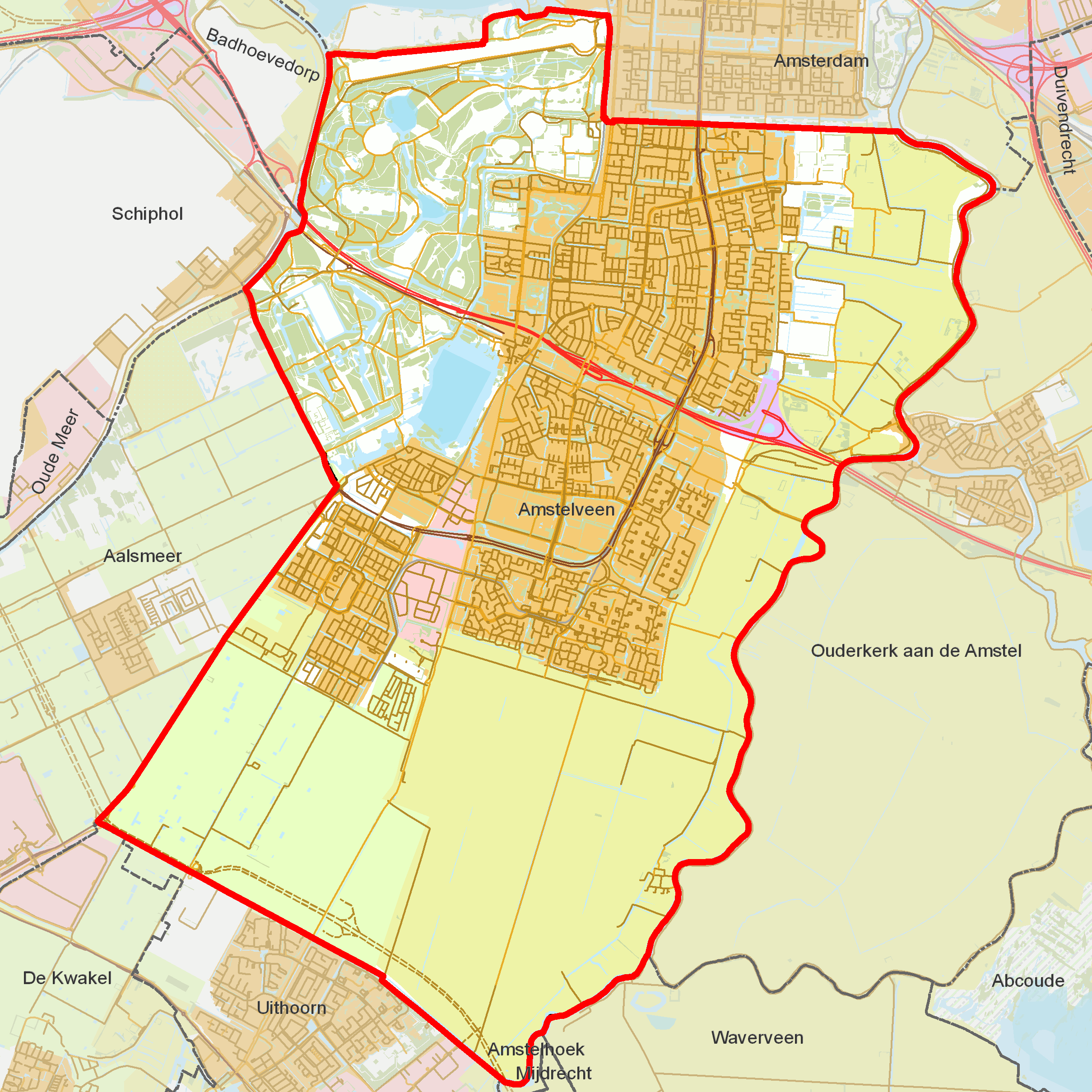
Woonplaatsen in de gemeente Amstelveen

- Amstelveen (1050)

## Amsterdam
- Amsterdam (3594)

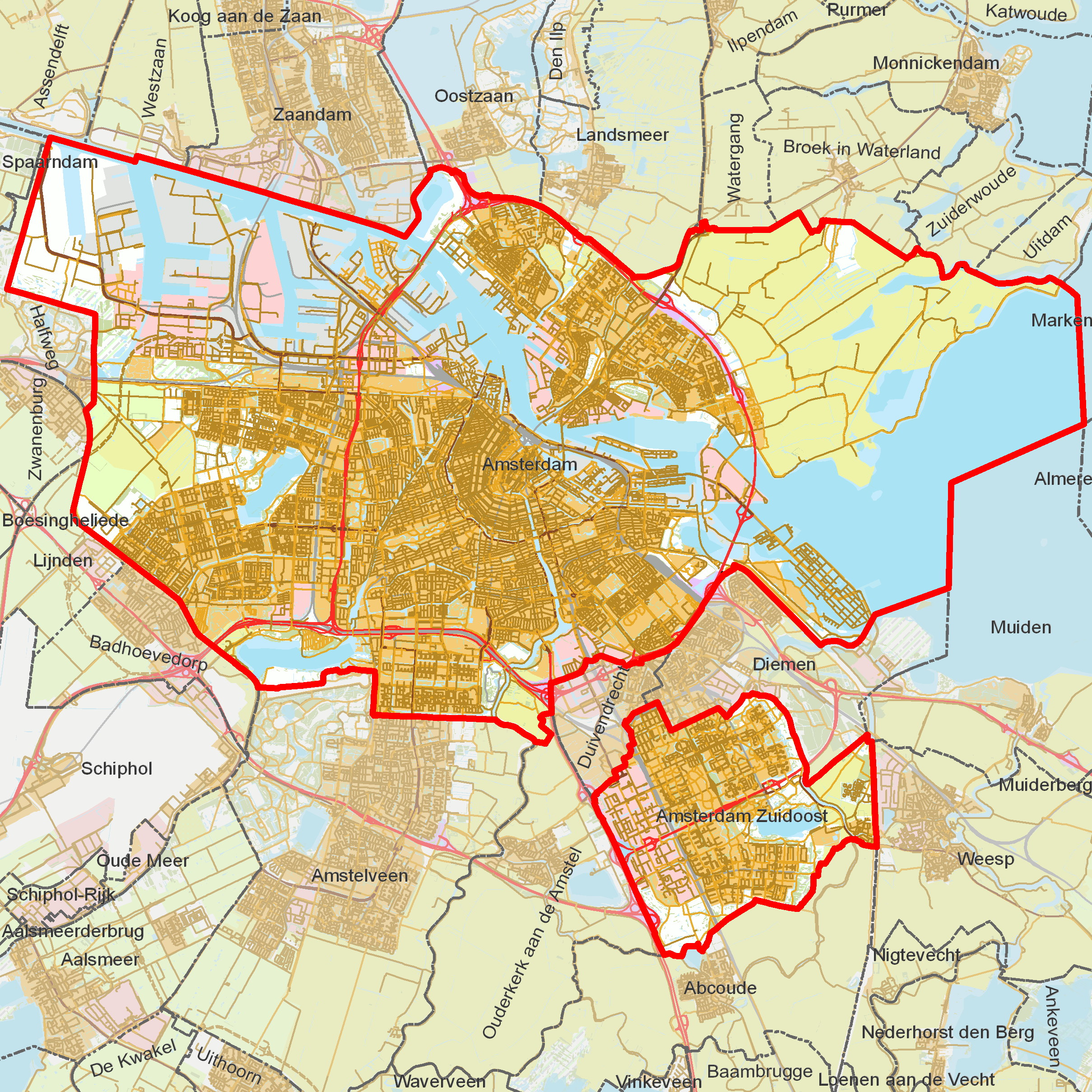
Woonplaatsen in de gemeente Amsterdam t/m 23 maart 2022)

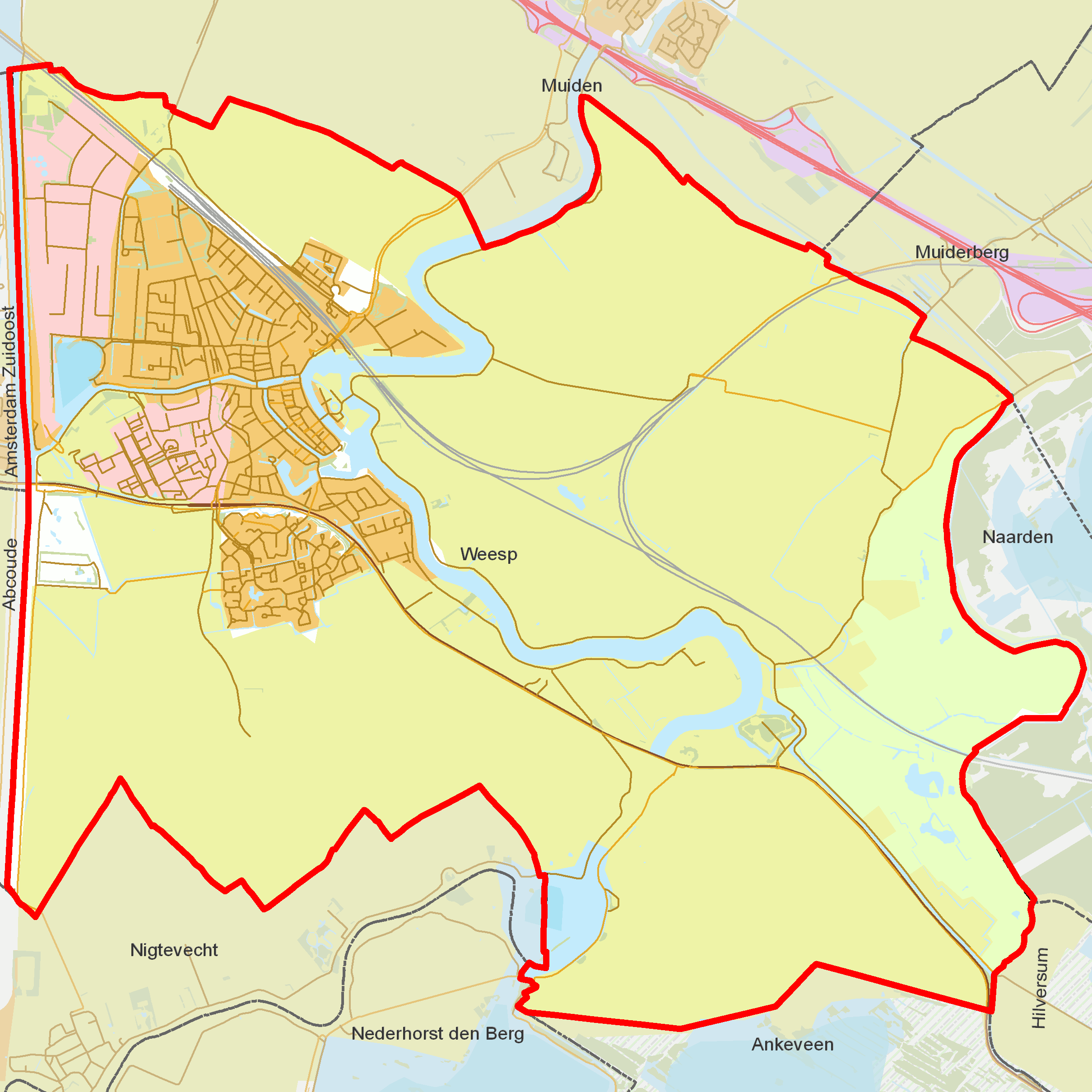
Woonplaatsen in de gemeente Weesp t/m 31 december 2015

(noot: Tot 1 mei 2014 vormde het niet aan de rest van Amsterdam grenzende stadsdeel Zuidoost een afzonderlijke woonplaats. Tot die datum bevatte de gemeente Amsterdam twee woonplaatsen: Amsterdam (woonplaatscode 1024) en Amsterdam Zuidoost (1025).)
- Weesp (1012)

## Bergen

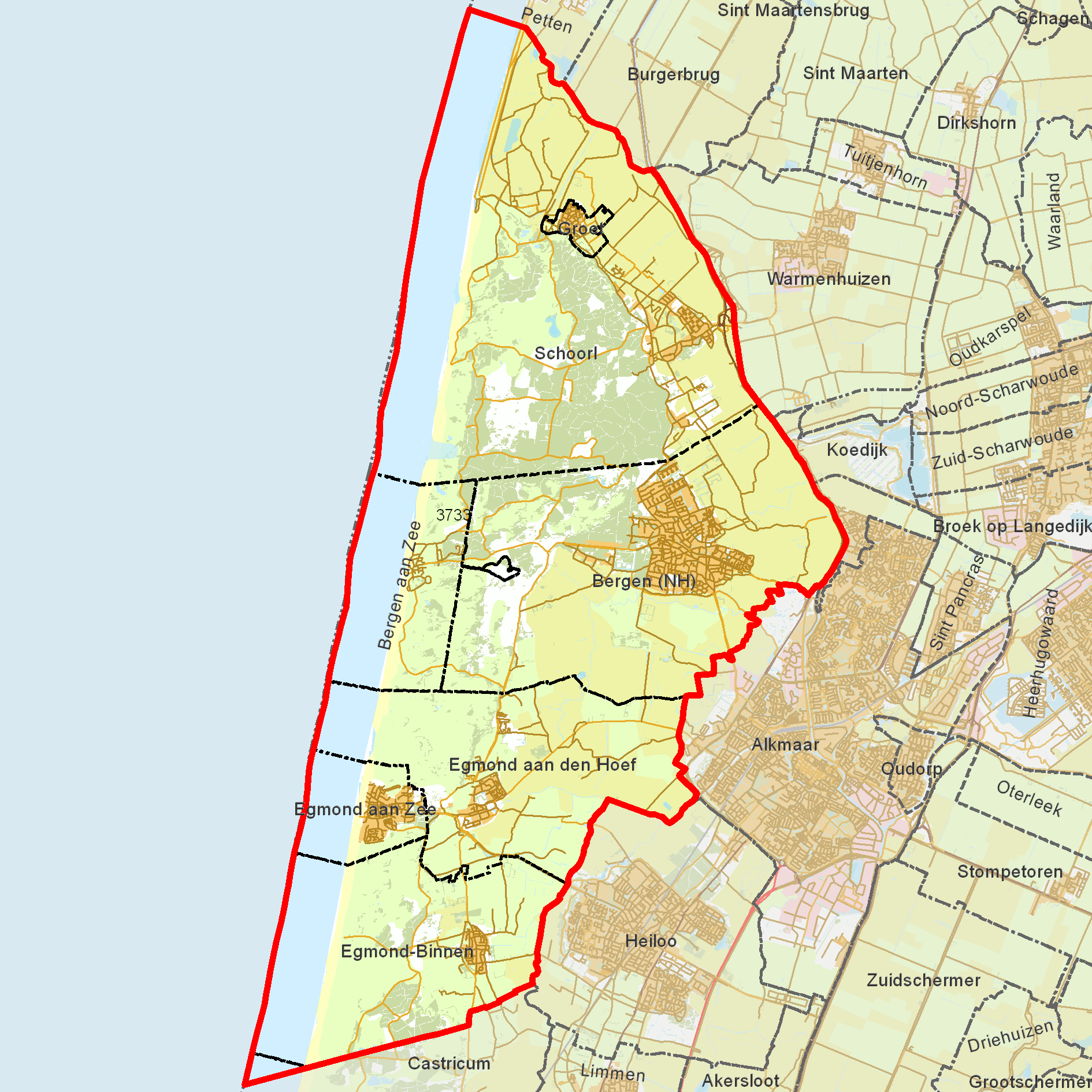
Woonplaatsen in de gemeente Bergen NH

- Bergen (3047)
- Bergen aan Zee (3046)
- Egmond aan den Hoef (3048)
- Egmond aan Zee (3049)
- Egmond-Binnen (3050)
- Groet (3044)
- Schoorl (3045)

## Beverwijk

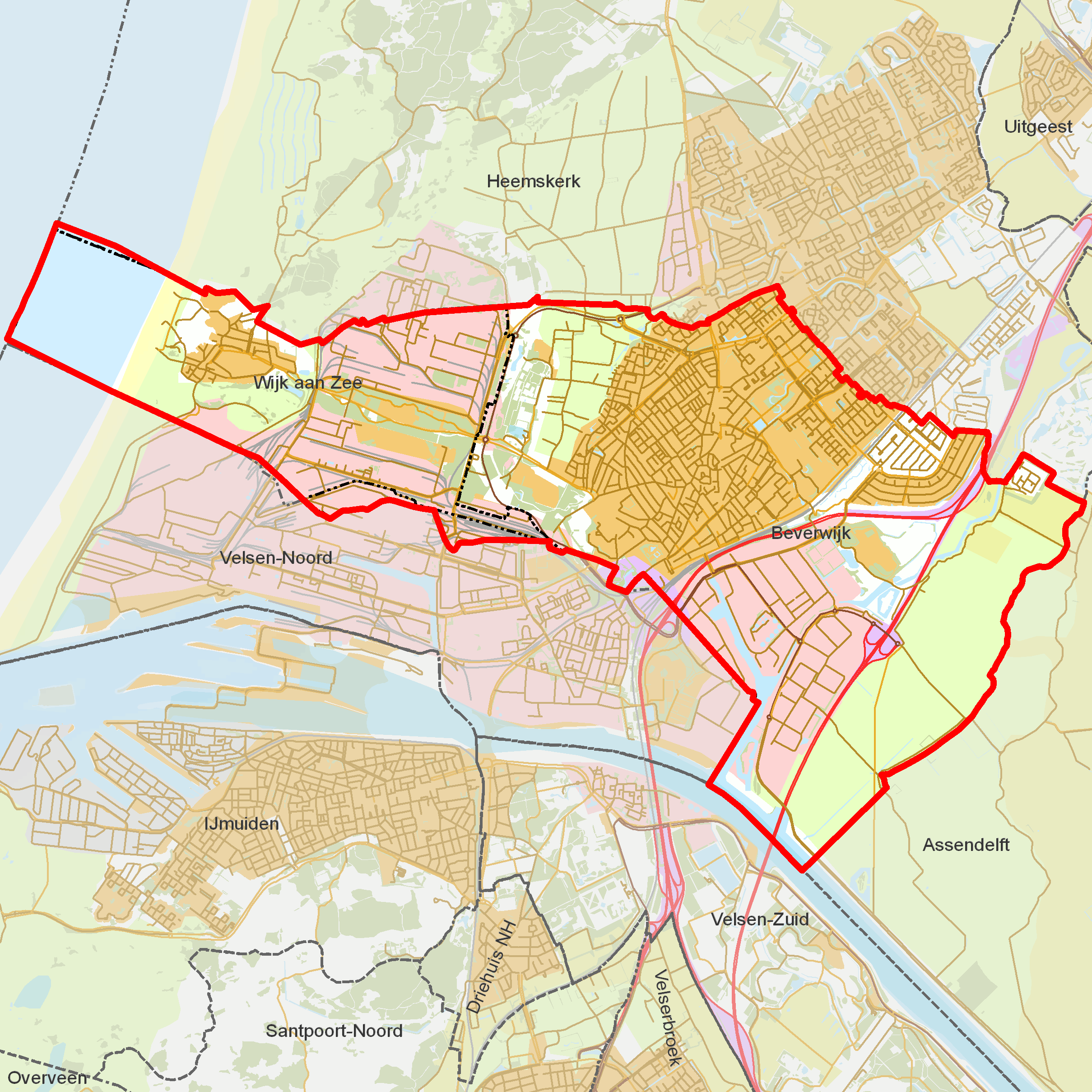
Woonplaatsen in de gemeente Beverwijk

- Beverwijk (2735)
- Wijk aan Zee (2736)

## Blaricum

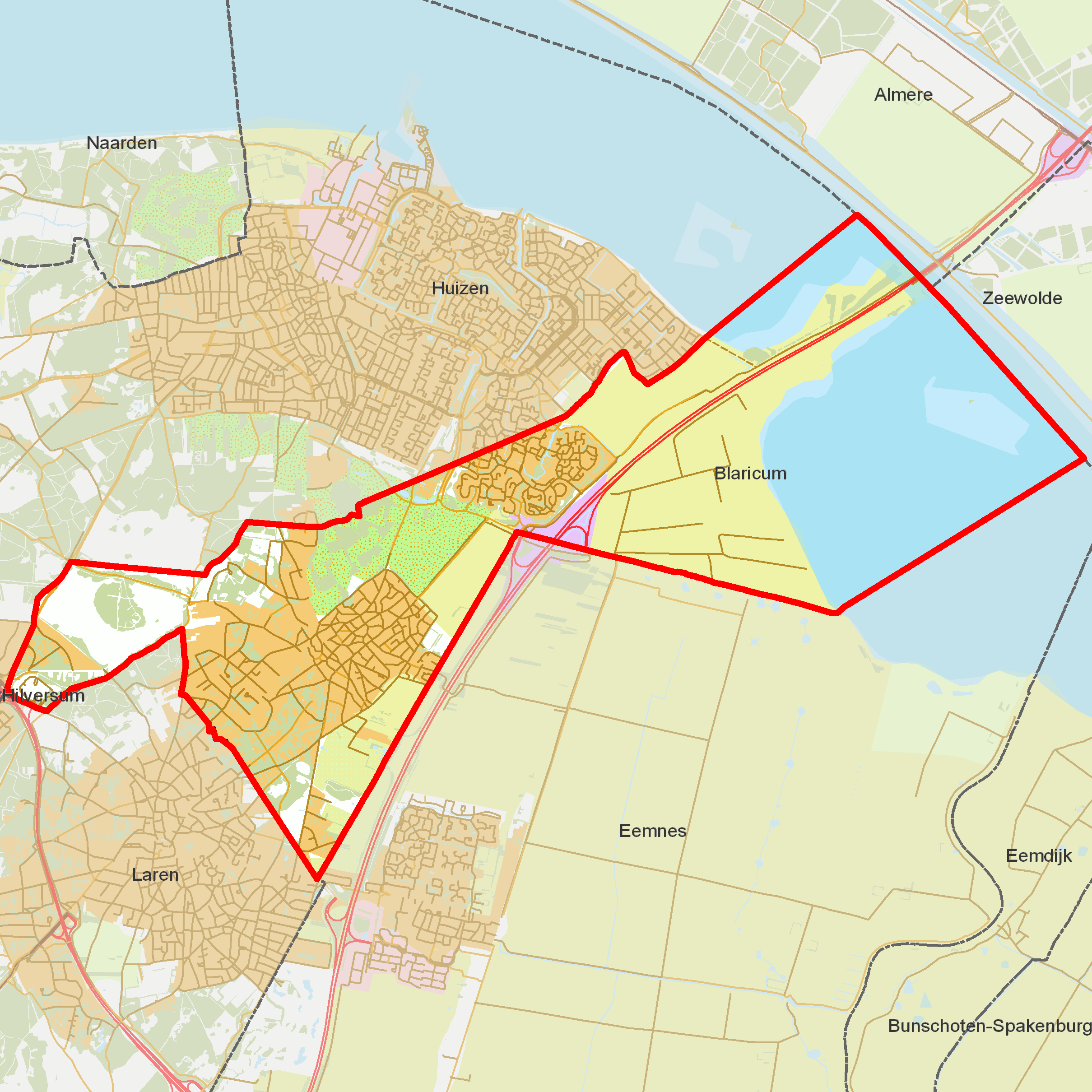
Woonplaatsen in de gemeente Blaricum

- Blaricum (2828)

## Bloemendaal

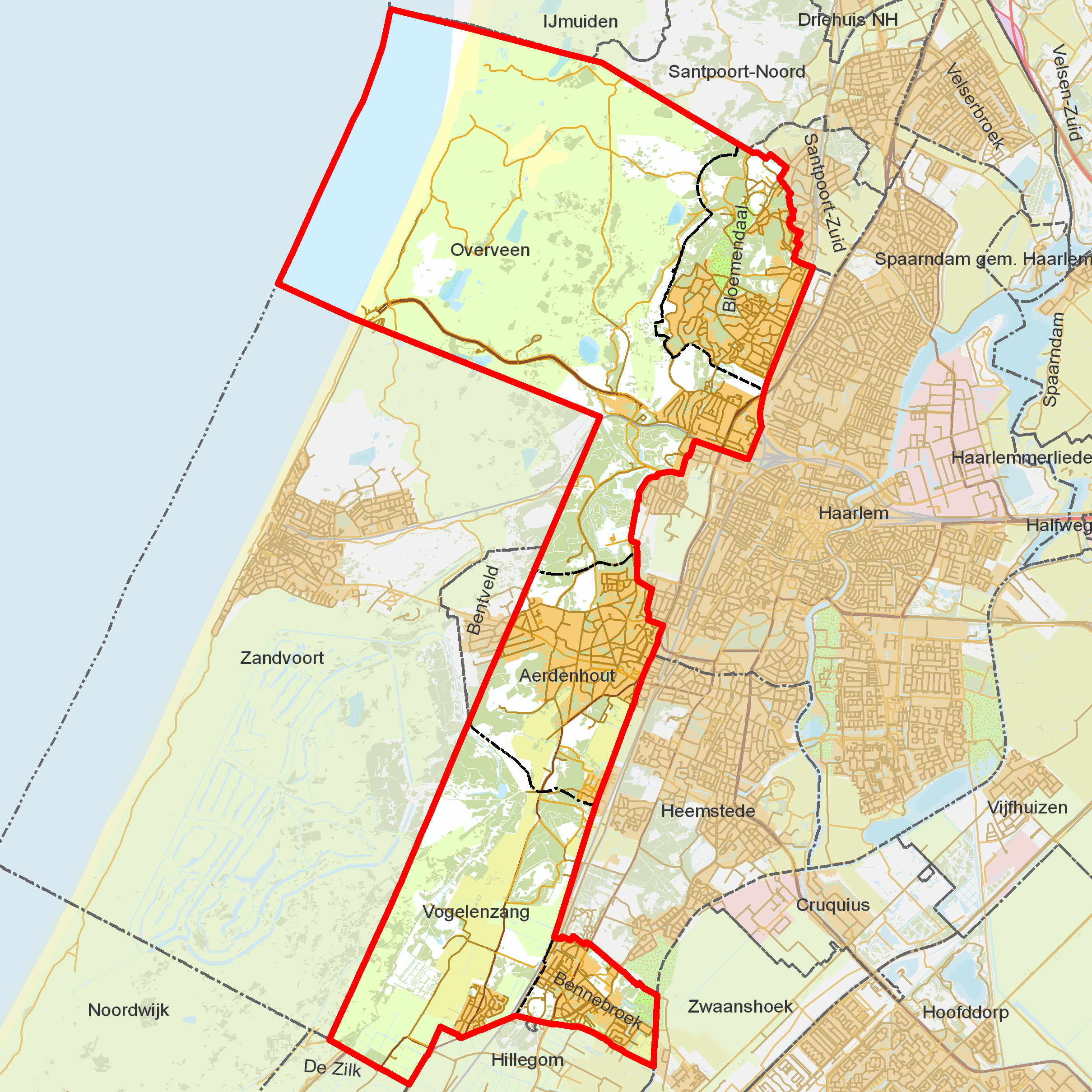
Woonplaatsen in de gemeente Bloemendaal

- Aerdenhout (2652)
- Bennebroek (1391)
- Bloemendaal (2654)
- Overveen (2653)
- Vogelenzang (2651)

## Castricum

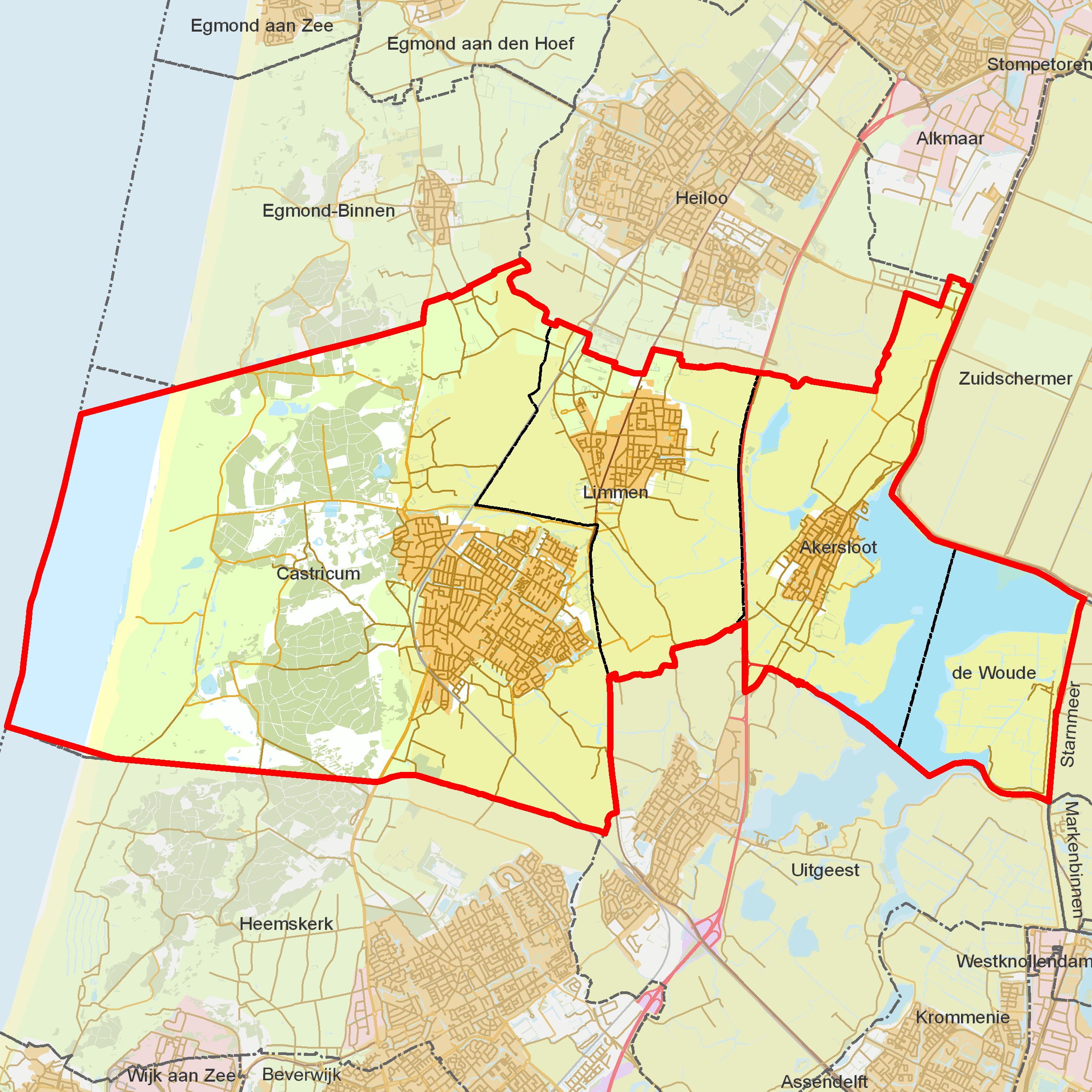
Woonplaatsen in de gemeente Castricum

- Akersloot (2267)
- Castricum (2268)
- De Woude (2269)
- Limmen (2270)

## Den Helder

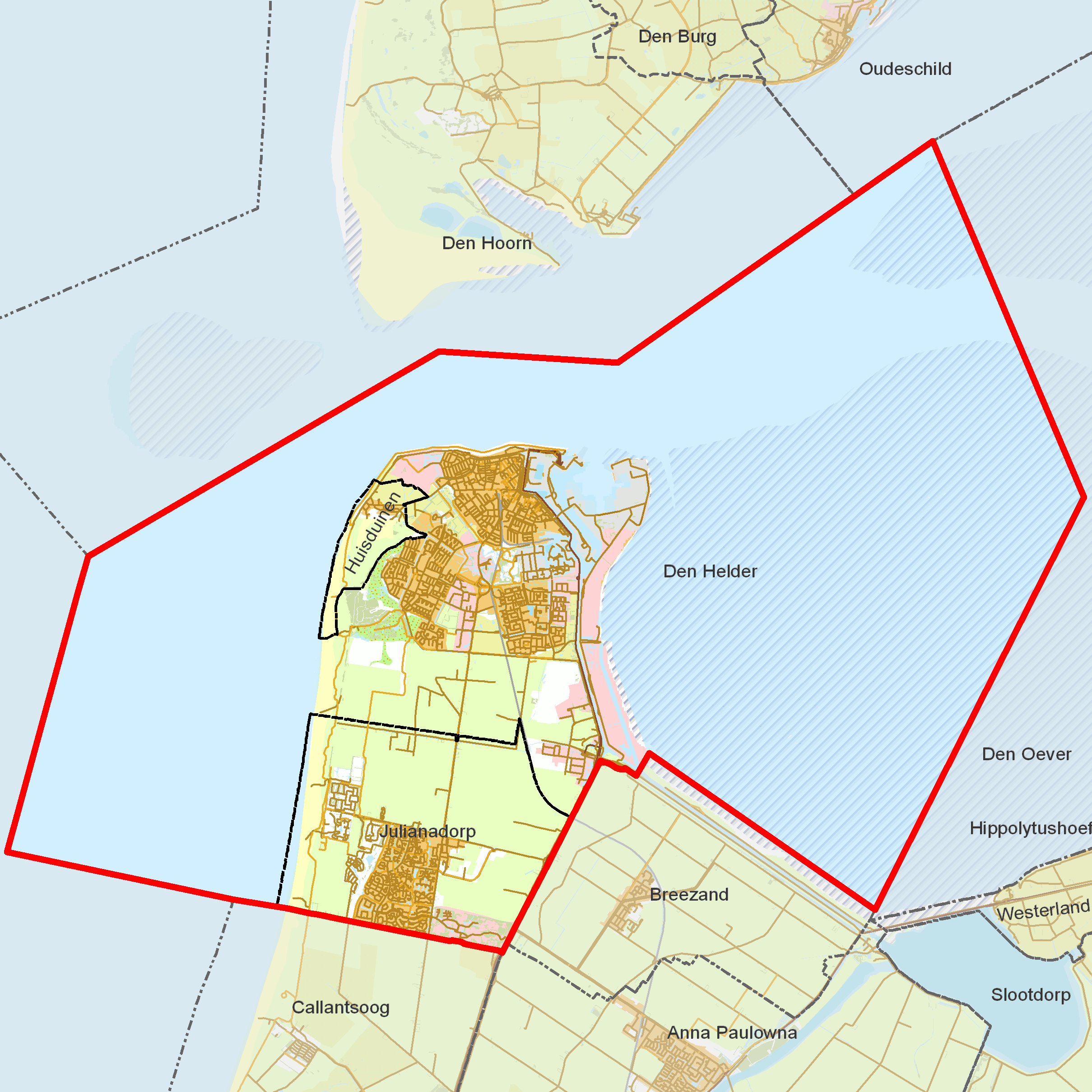
Woonplaatsen in de gemeente Den Helder

- Den Helder (3056)
- Huisduinen (3057)
- Julianadorp (3058)

## Diemen

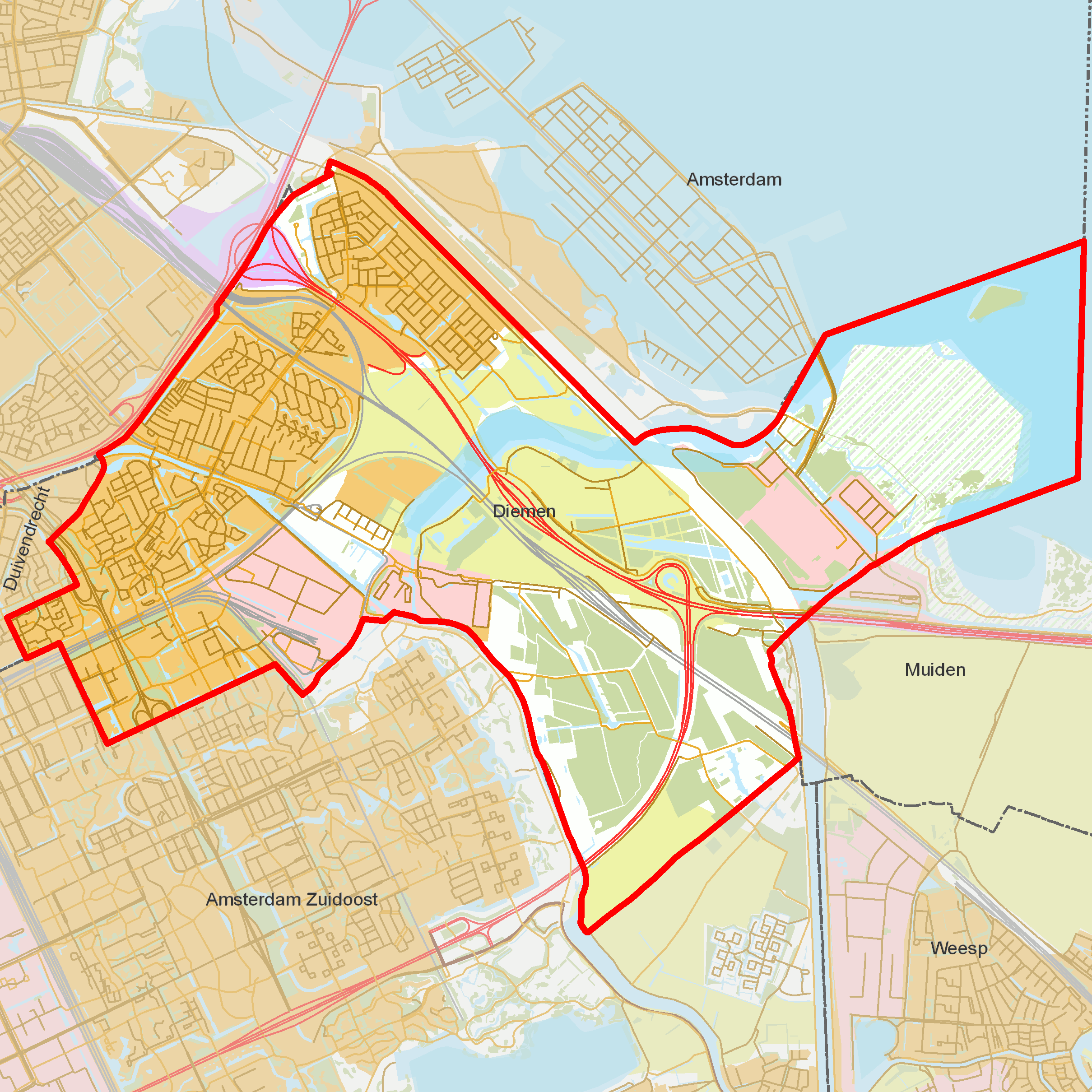
Woonplaatsen in de gemeente Diemen

- Diemen (2144)

## Dijk en Waard

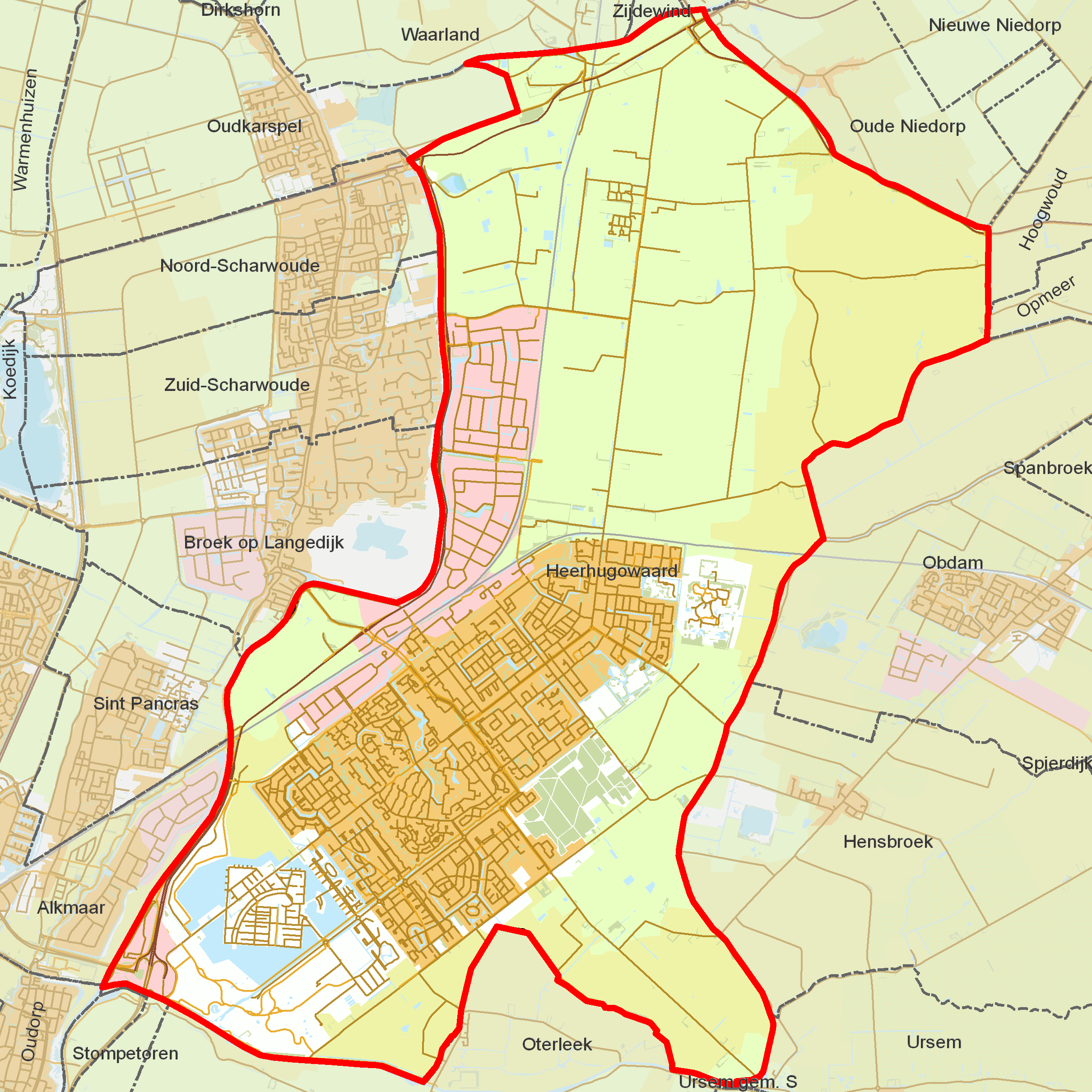
Woonplaatsen in de voormalige gemeente Heerhugowaard

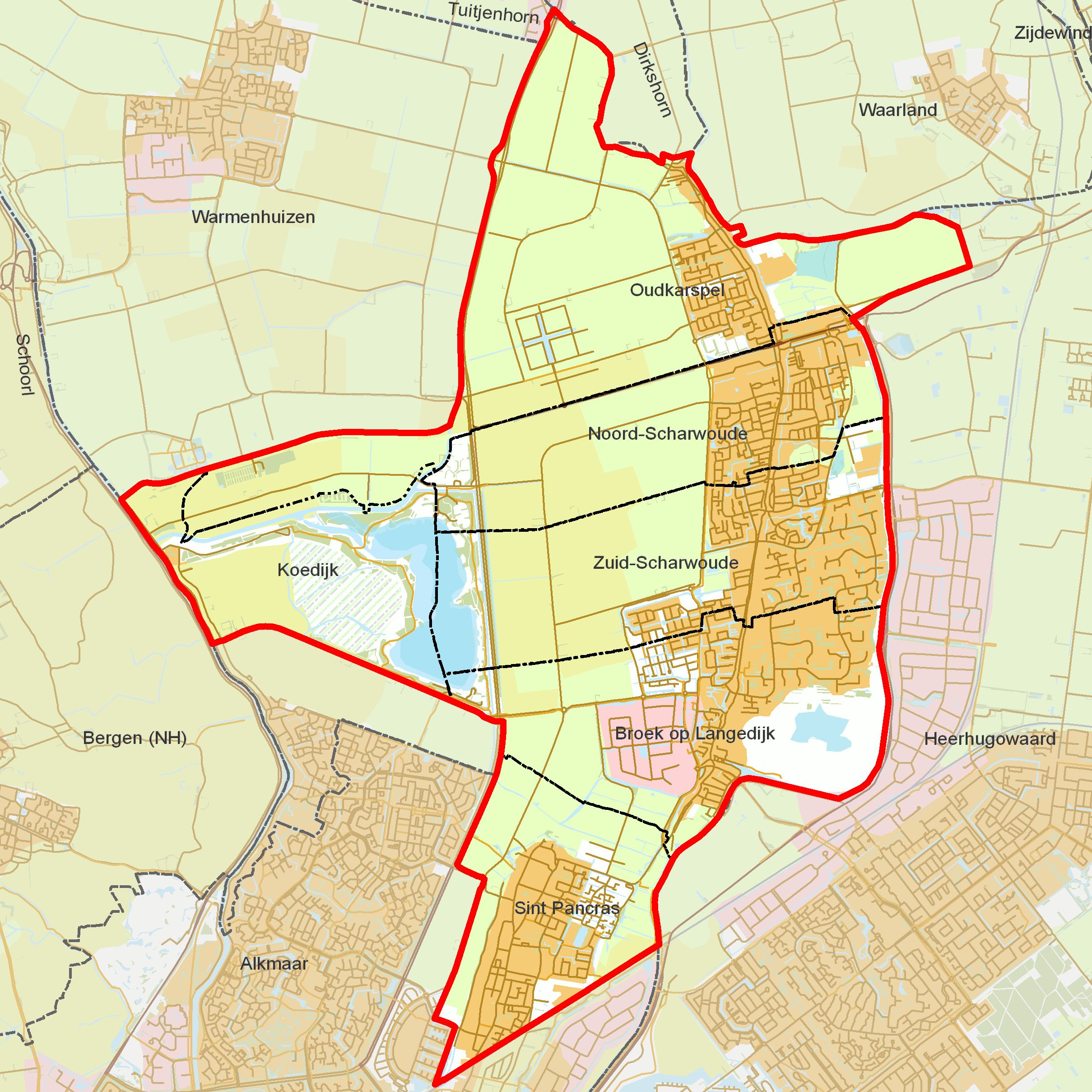
Woonplaatsen in de voormalige gemeente Langedijk

- Broek op Langedijk (1116)
- Heerhugowaard (1746)
- Koedijk (1120)
- Noord-Scharwoude (1118)
- Oudkarspel (1119)
- Sint Pancras (1115)
- Zuid-Scharwoude (1117)

## Drechterland

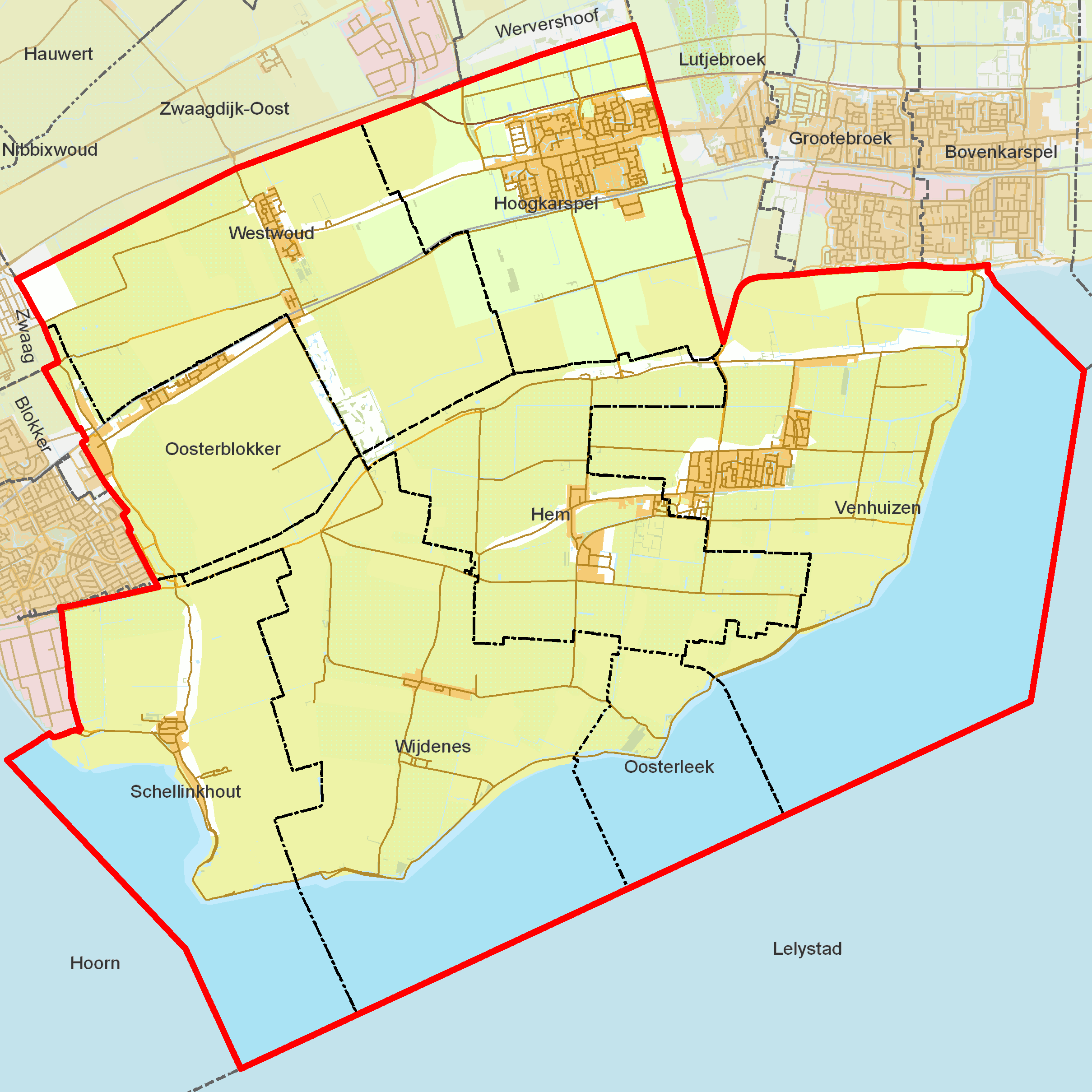
Woonplaatsen in de gemeente Drechterland

- Hem (1507)
- Hoogkarspel (1508)
- Oosterblokker (1509)
- Oosterleek (1510)
- Schellinkhout (1511)
- Venhuizen (1512)
- Westwoud (1513)
- Wijdenes (1514)

## Edam-Volendam

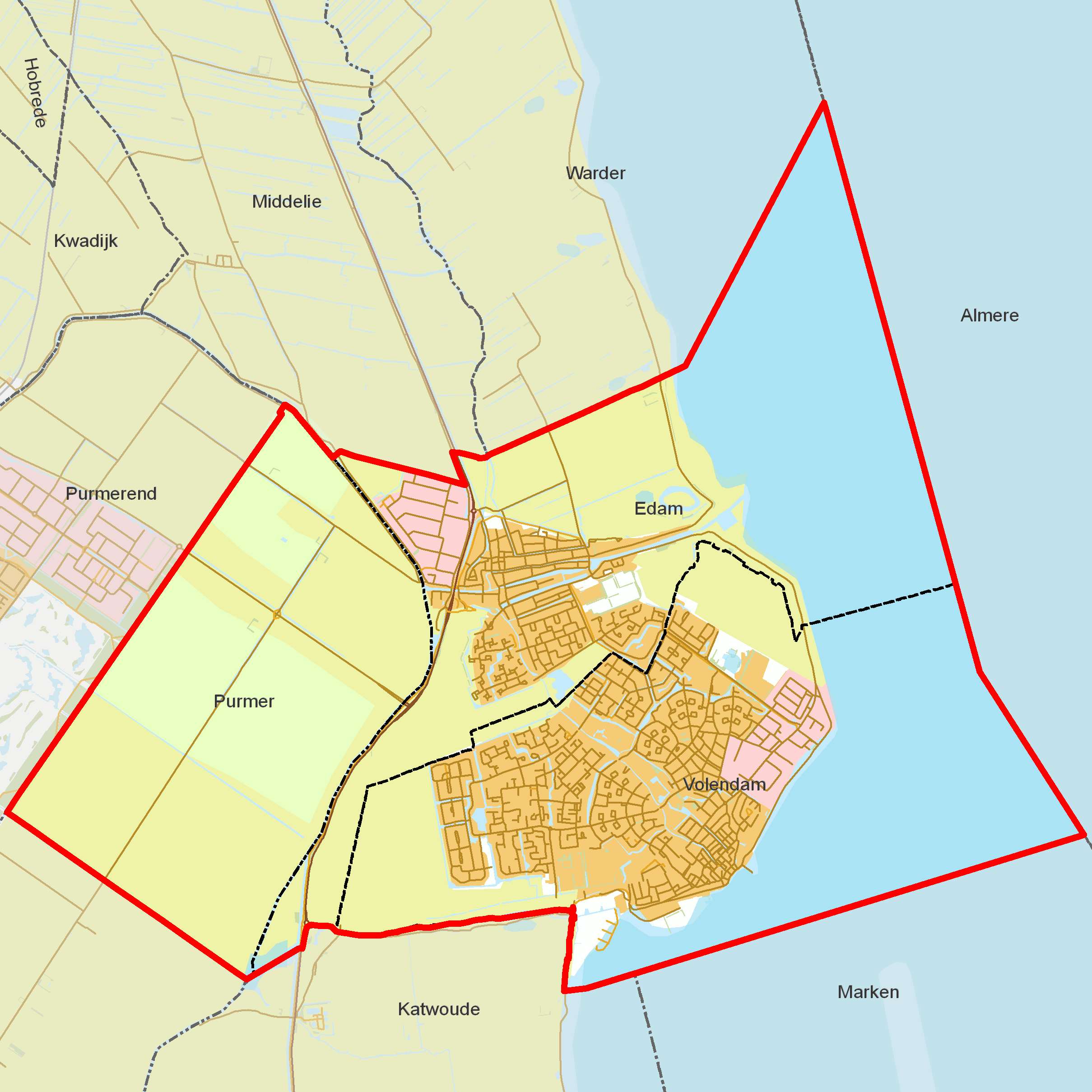
Woonplaatsen in de gemeente Edam-Volendam t/m 31 december 2015

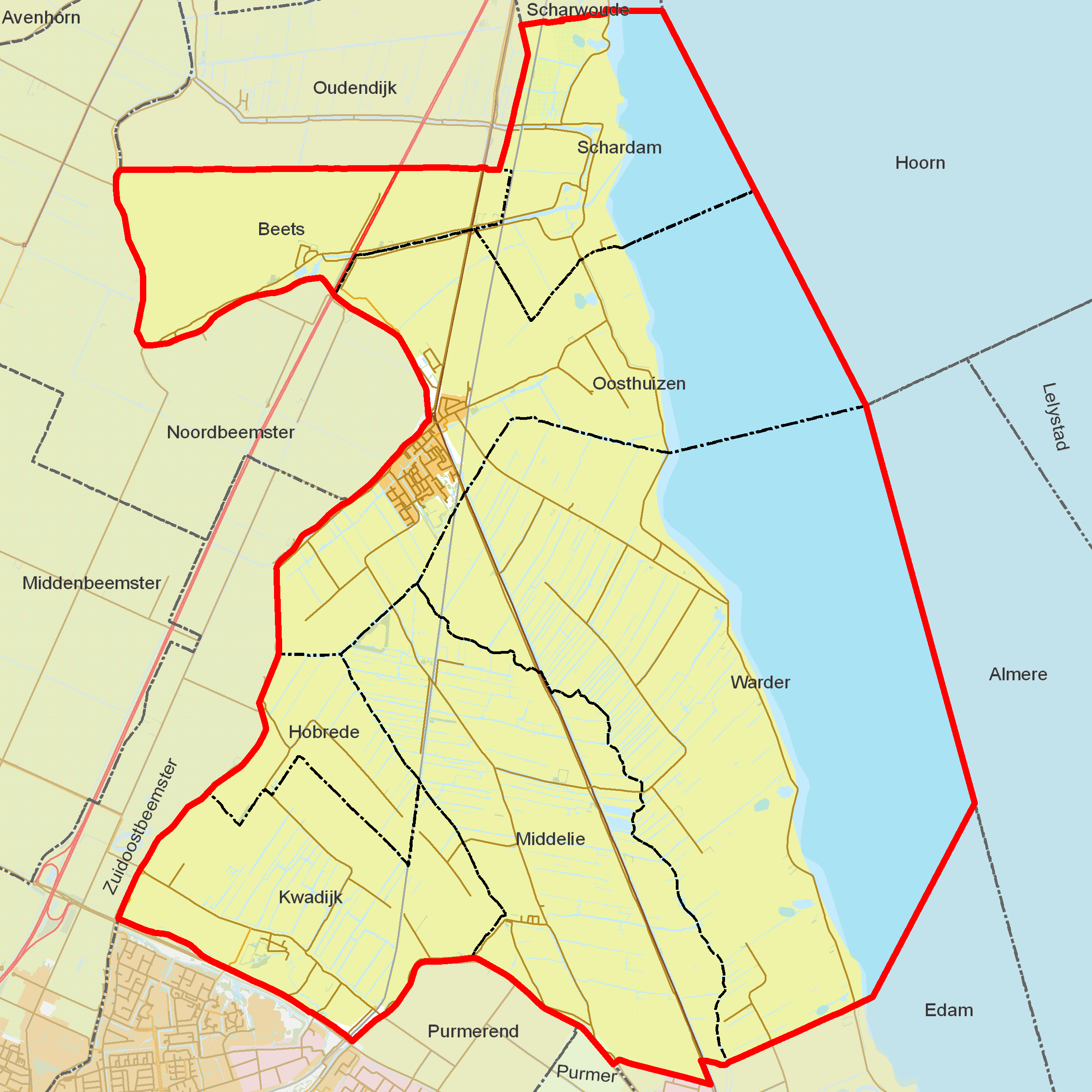
Woonplaatsen in de voormalige gemeente Zeevang

- Beets (1837)
- Edam (1747)
- Hobrede (1838)
- Kwadijk (1839)
- Middelie (1840)
- Oosthuizen (1841)
- Purmer (1749)
- Schardam (1842)
- Volendam (1748)
- Warder (1843)

## Enkhuizen

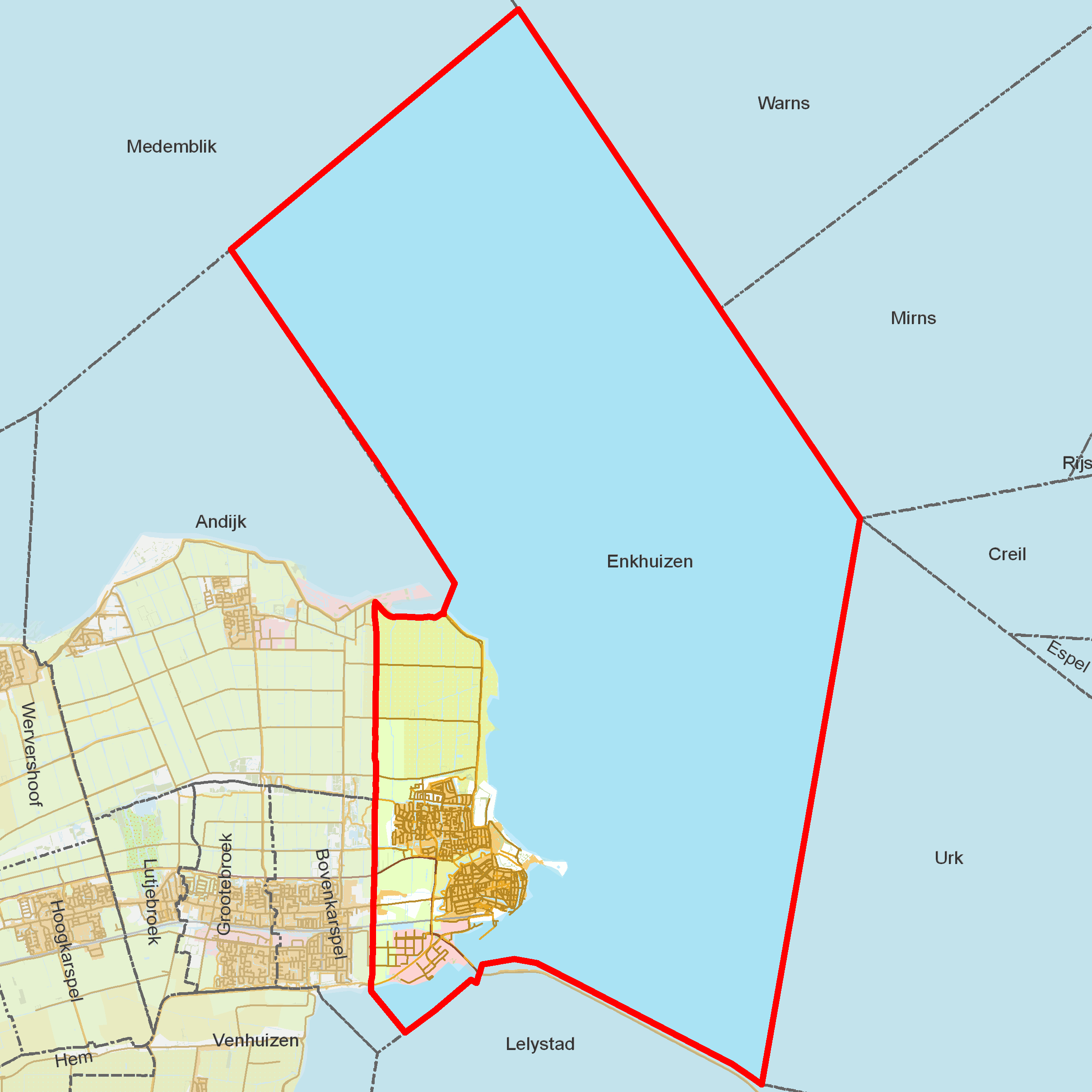
Woonplaatsen in de gemeente Enkhuizen

- Enkhuizen (2754)

## Gooise Meren

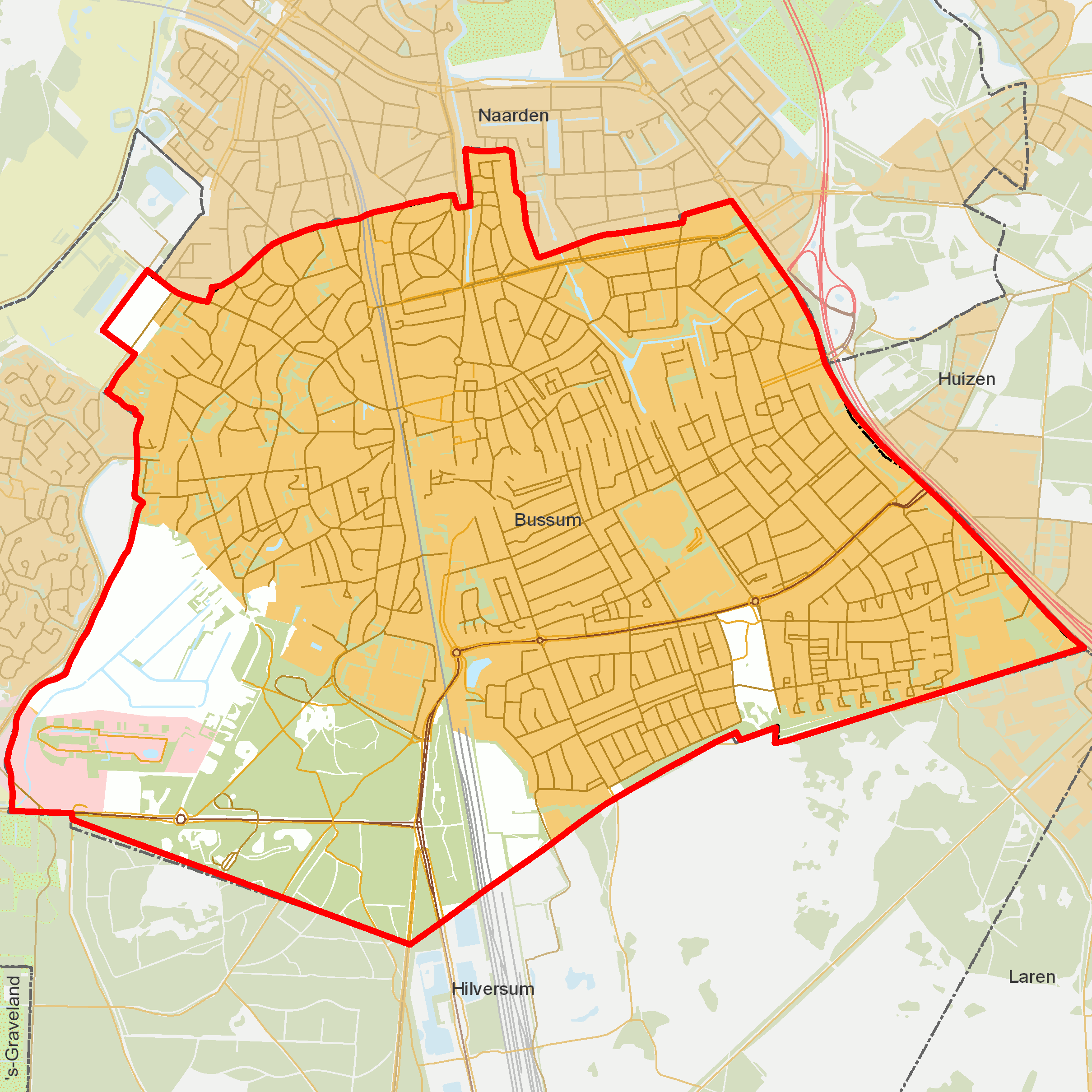
Woonplaatsen in de voormalige gemeente Bussum

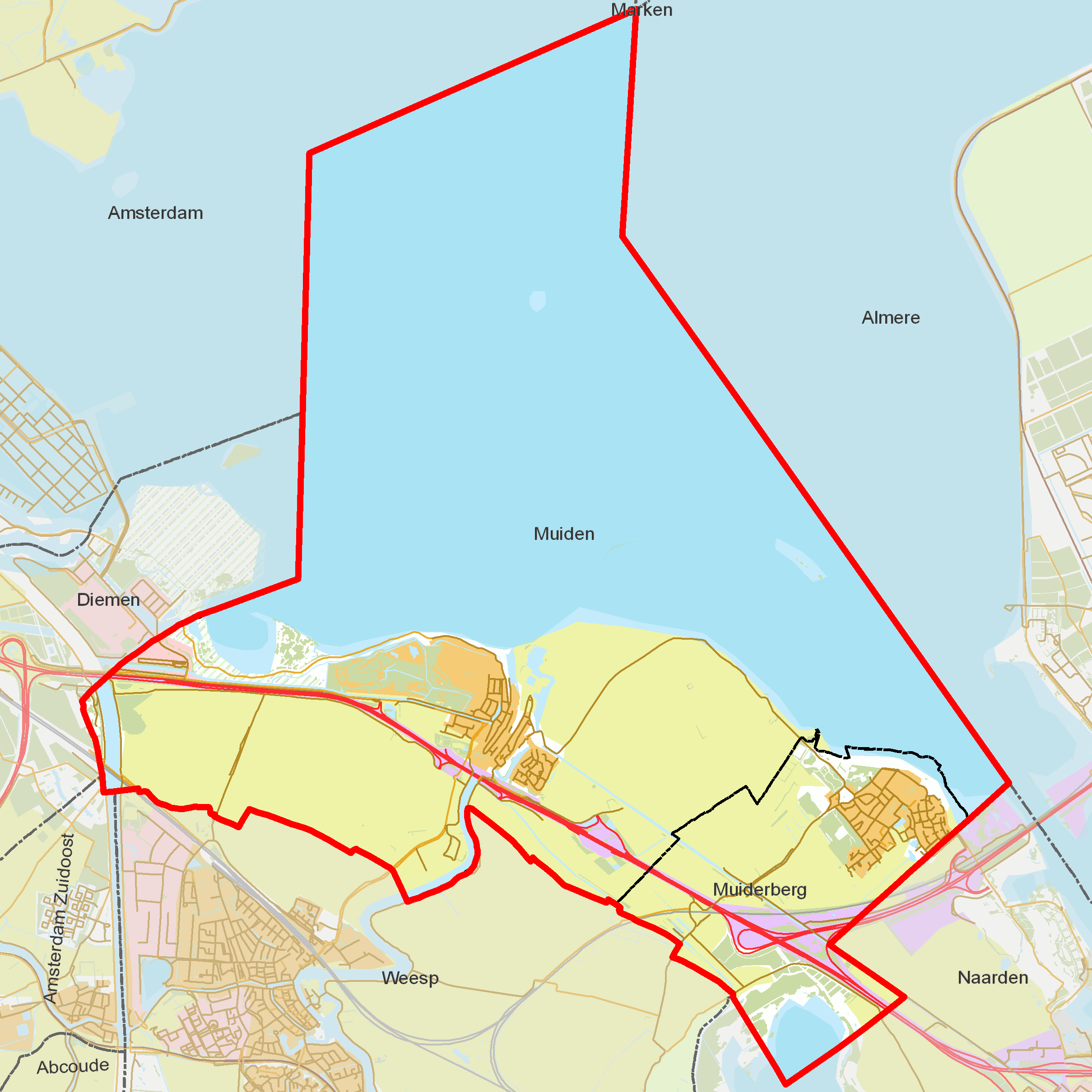
Woonplaatsen in de voormalige gemeente Muiden

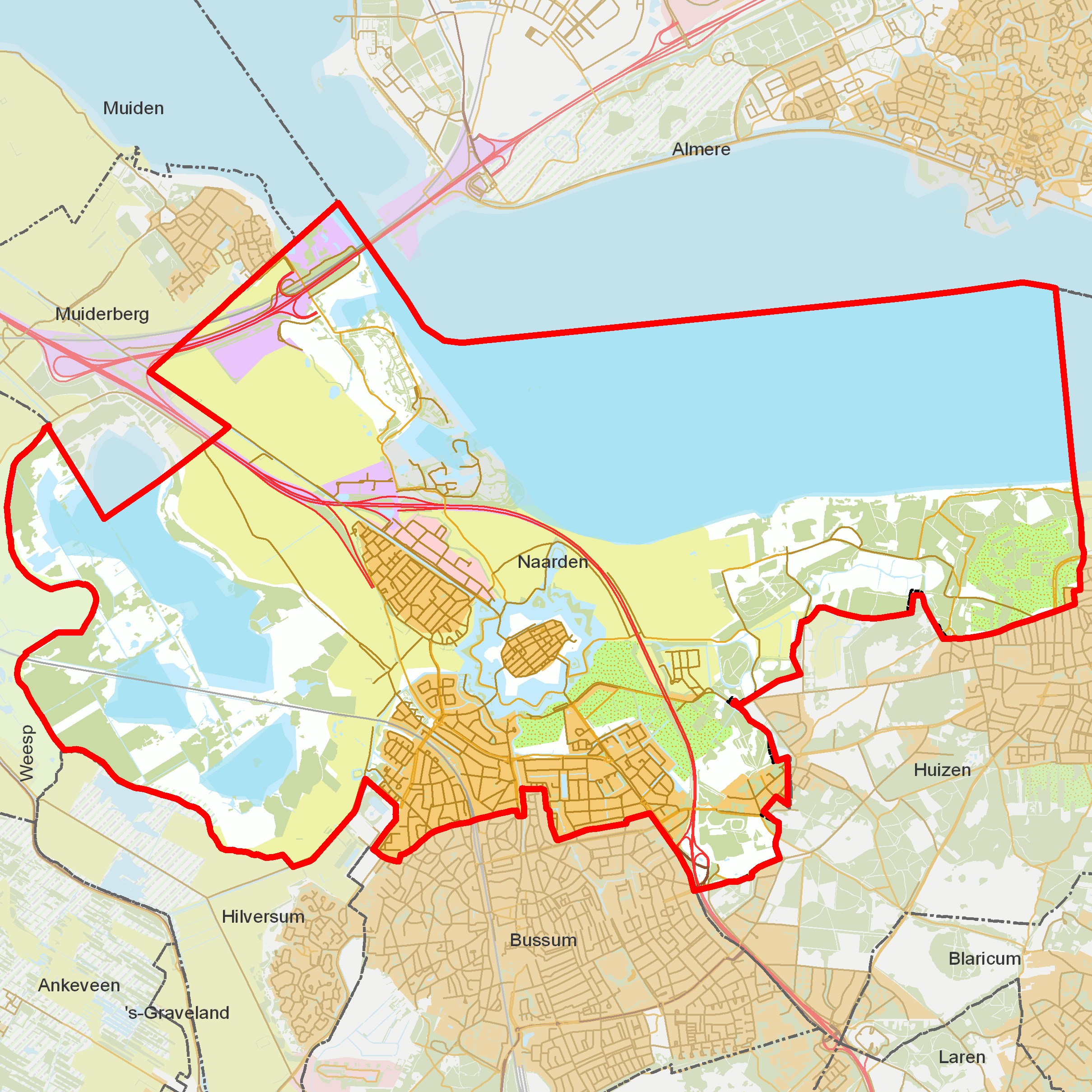
Woonplaatsen in de voormalige gemeente Naarden

- Bussum (1331)
- Muiden (1518)
- Muiderberg (1519)
- Naarden (1052)

## Haarlem
- Haarlem (2907)

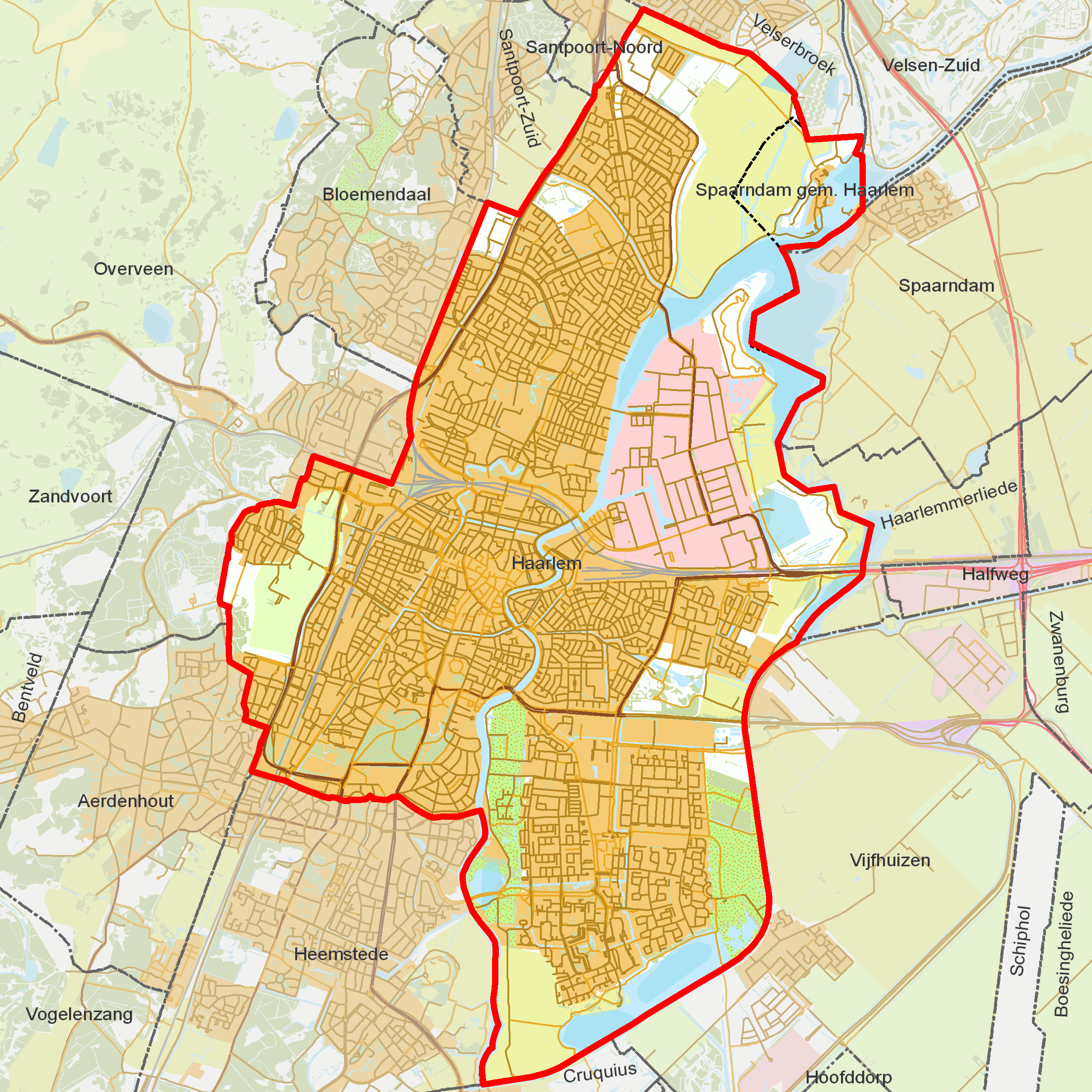
Woonplaatsen in de gemeente Haarlem

- Spaarndam gem. Haarlem (2908) (Spaarndam-West)

## Haarlemmermeer
- Aalsmeerderbrug (1600)
- Abbenes (1608)
- Badhoevedorp (1617)
- Beinsdorp (1610)
- Boesingheliede (1615)
- Buitenkaag (1607)
- Burgerveen (1603)
- Cruquius (1612)
- Haarlemmerliede (2641)
- Halfweg (2643)
- Hoofddorp (1597)
- Leimuiderbrug (1605)
- Lijnden (1616)
- Lisserbroek (1609)
- Nieuw-Vennep (1602)
- Oude Meer (1599)
- Rijsenhout (1601)
- Rozenburg (1598)
- Schiphol (1618)
- Schiphol-Rijk (1604)

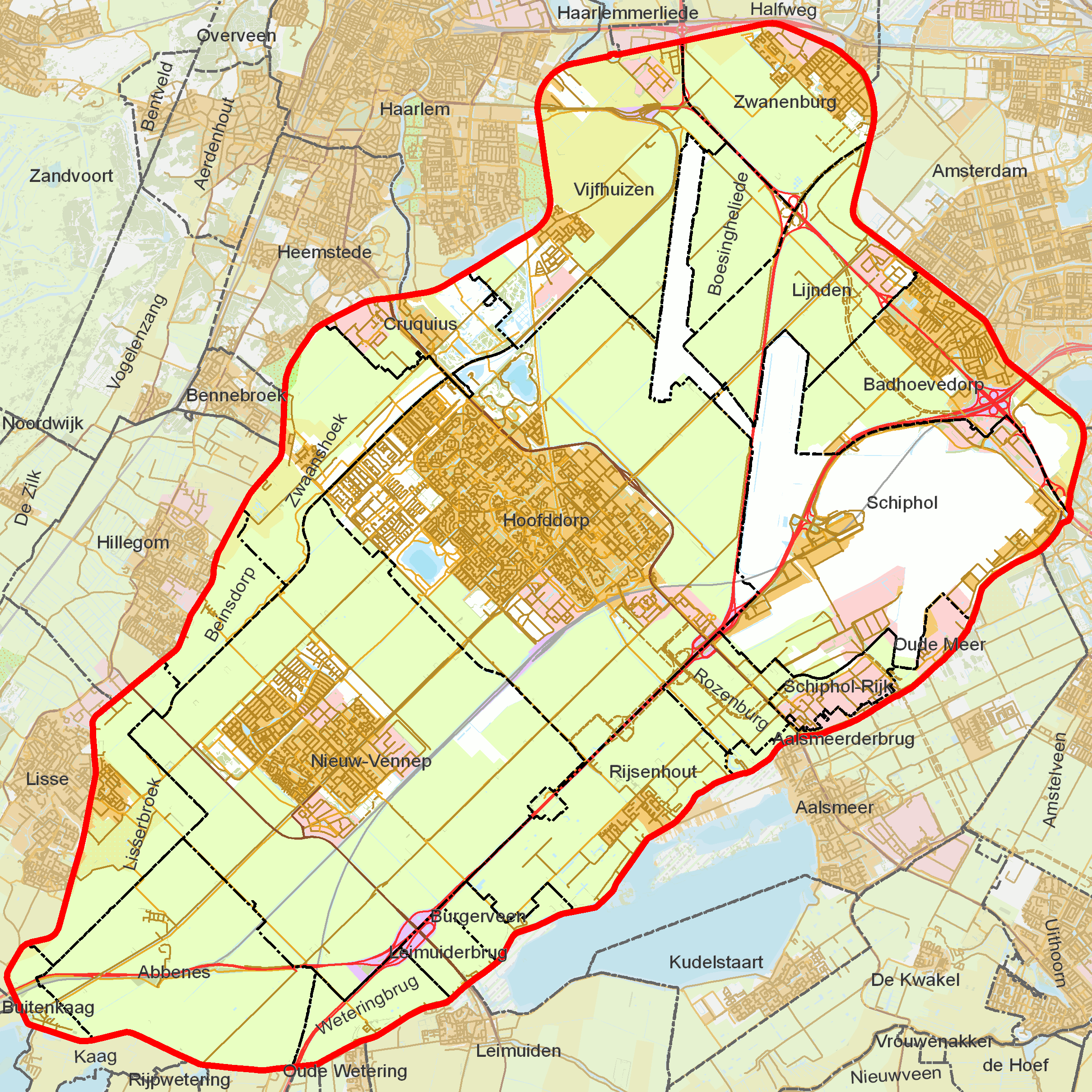
Woonplaatsen in de gemeente Haarlemmermeer t/m 31 december 2018

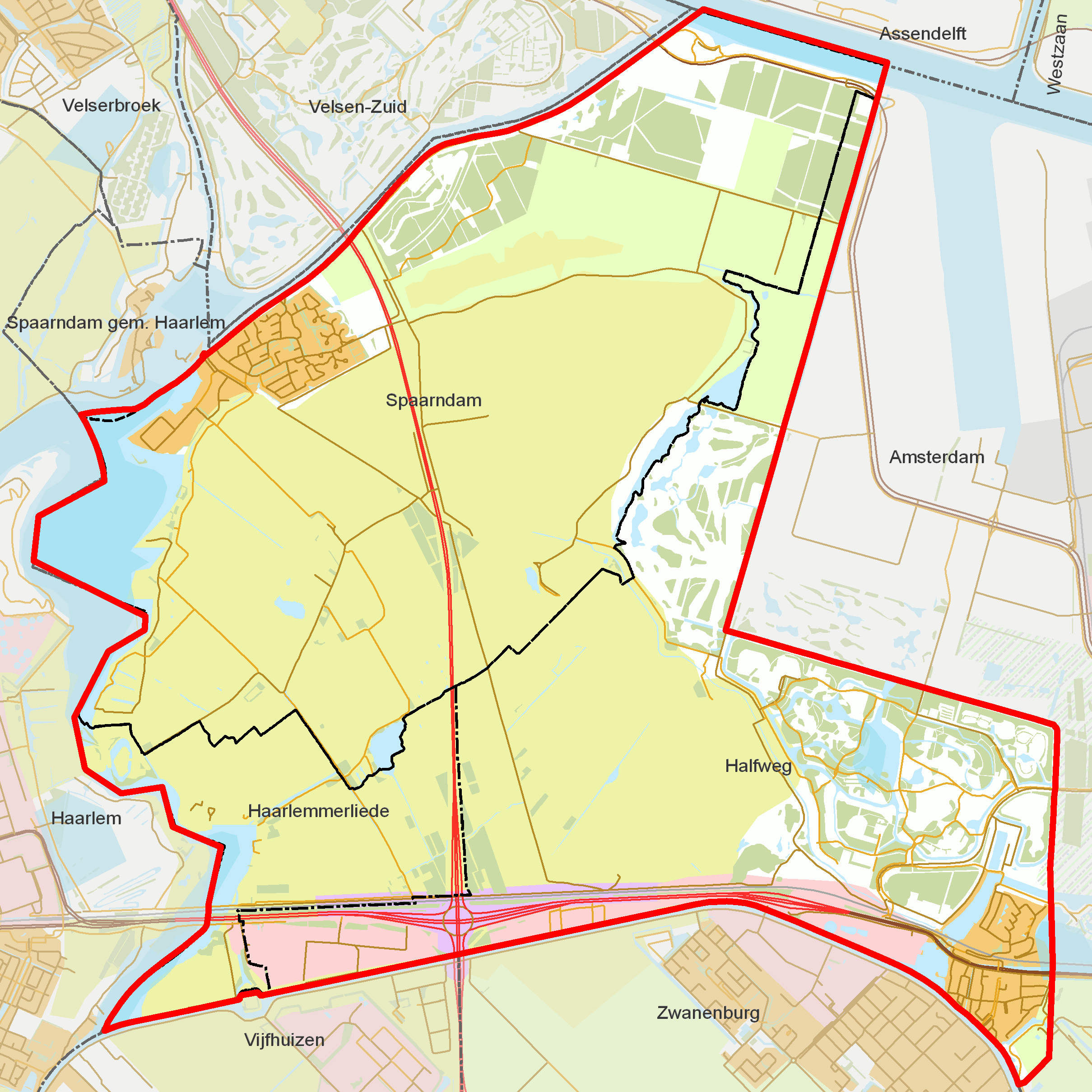
Woonplaatsen in de voormalige gemeente Haarlemmerliede en Spaarnwoude

- Spaarndam (3534) (Spaarndam-Oost) (tot en met het jaar 2011 was de code 2642)
- Vijfhuizen (1613)
- Weteringbrug (1606)
- Zwaanshoek (1611)
- Zwanenburg (1614)

## Heemskerk

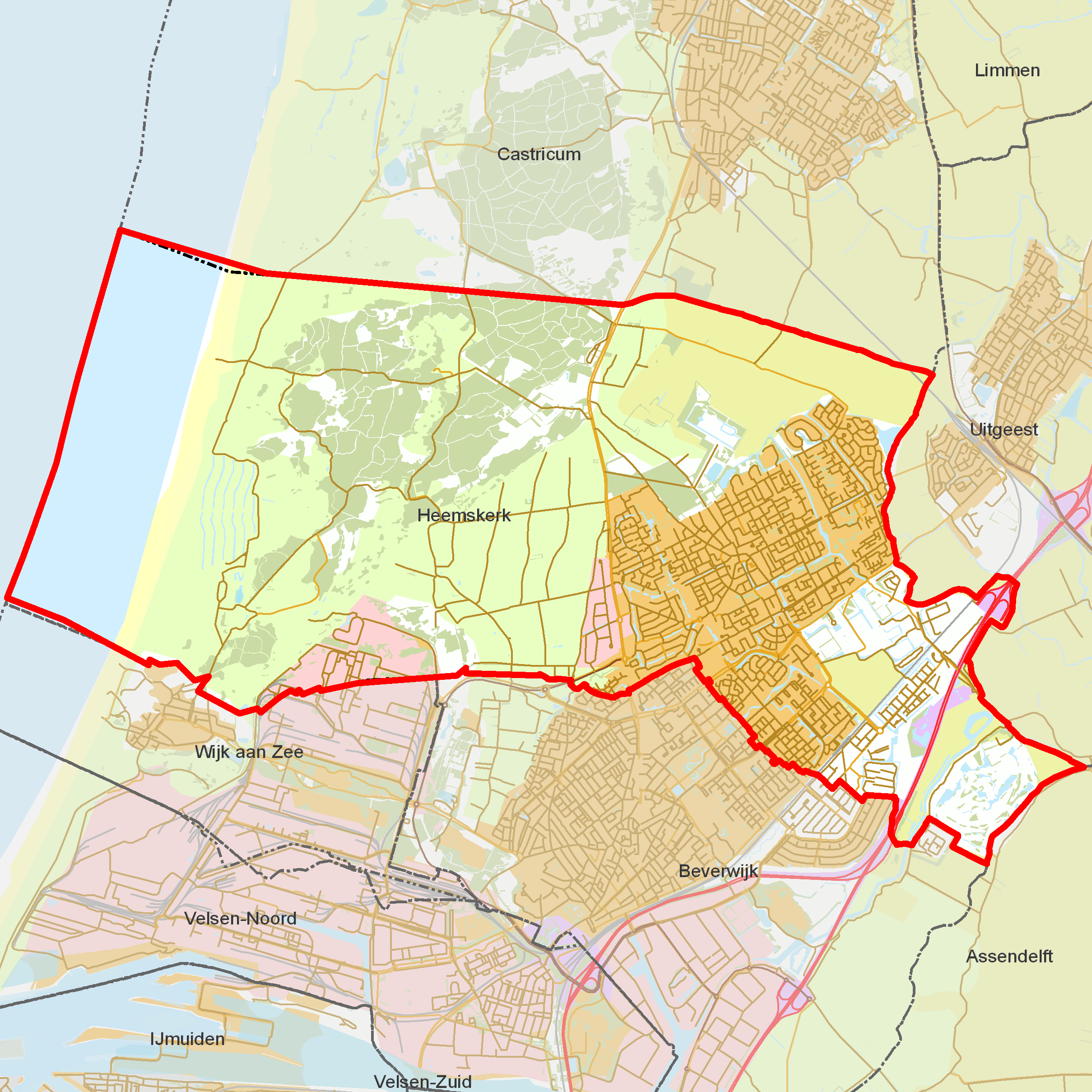
Woonplaatsen in de gemeente Heemskerk

- Heemskerk (2458)

## Heemstede

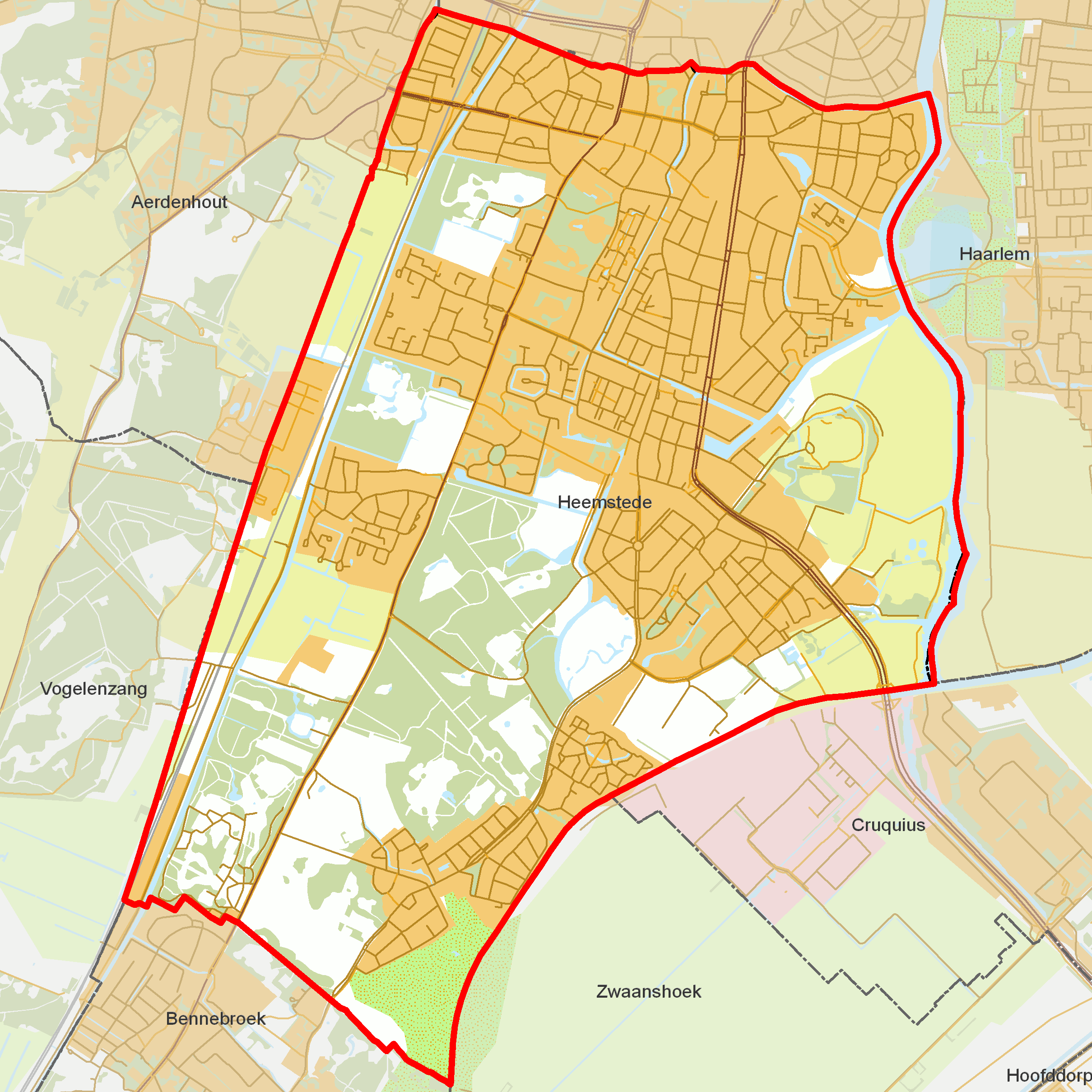
Woonplaatsen in de gemeente Heemstede

- Heemstede (2563)

## Heiloo

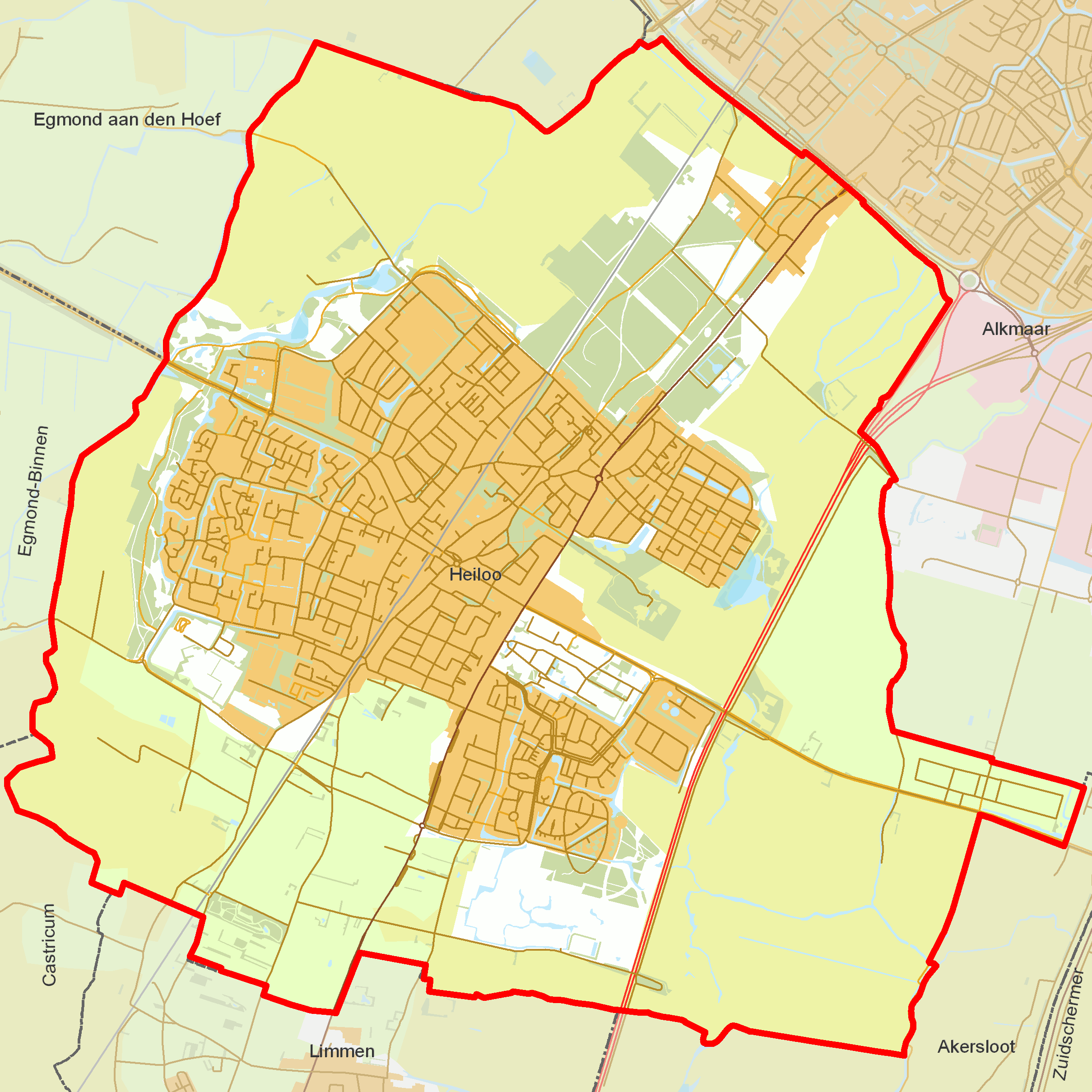
Woonplaatsen in de gemeente Heiloo

- Heiloo (1243)

## Hilversum

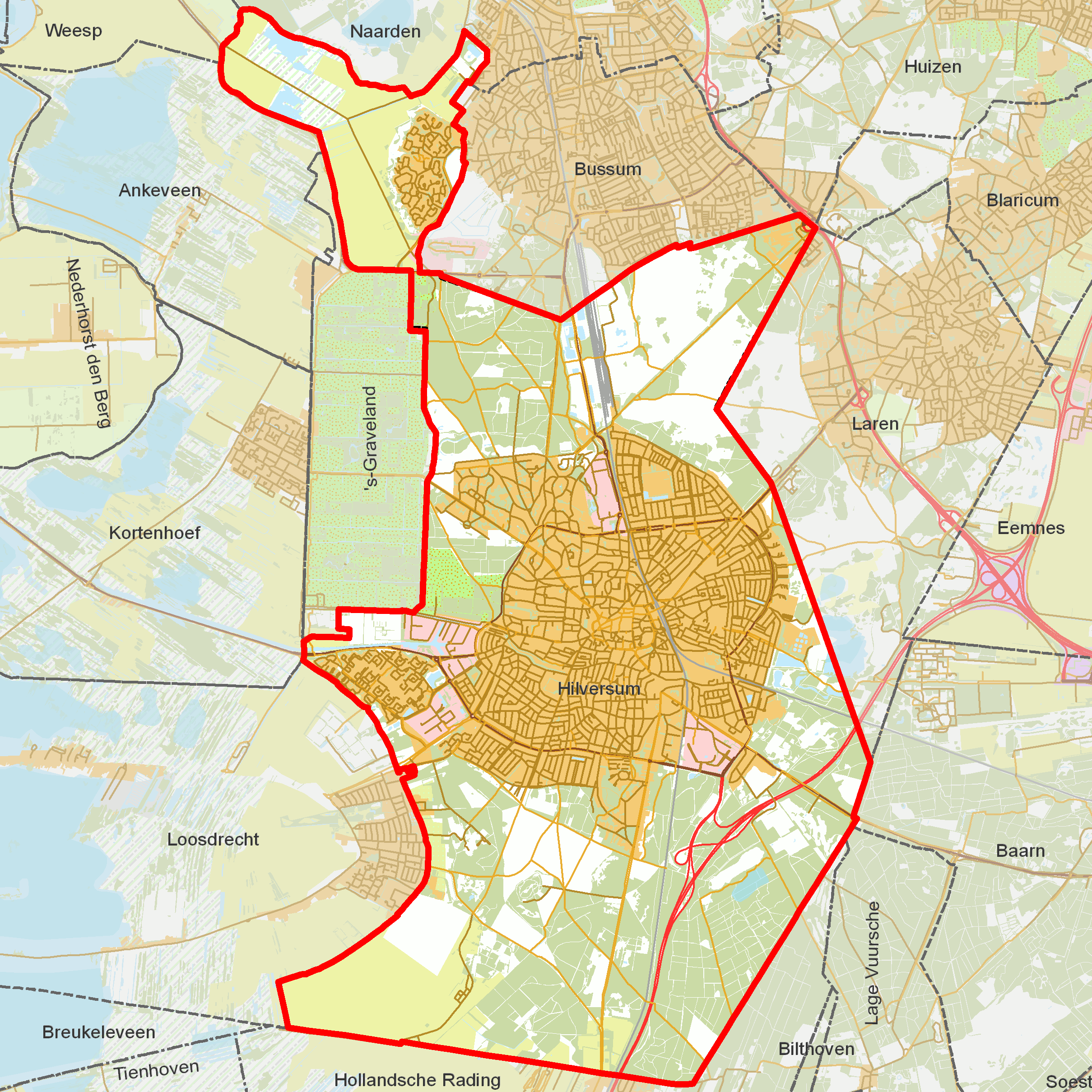
Woonplaatsen in de gemeente Hilversum

- Hilversum (1036)

## Hollands Kroon

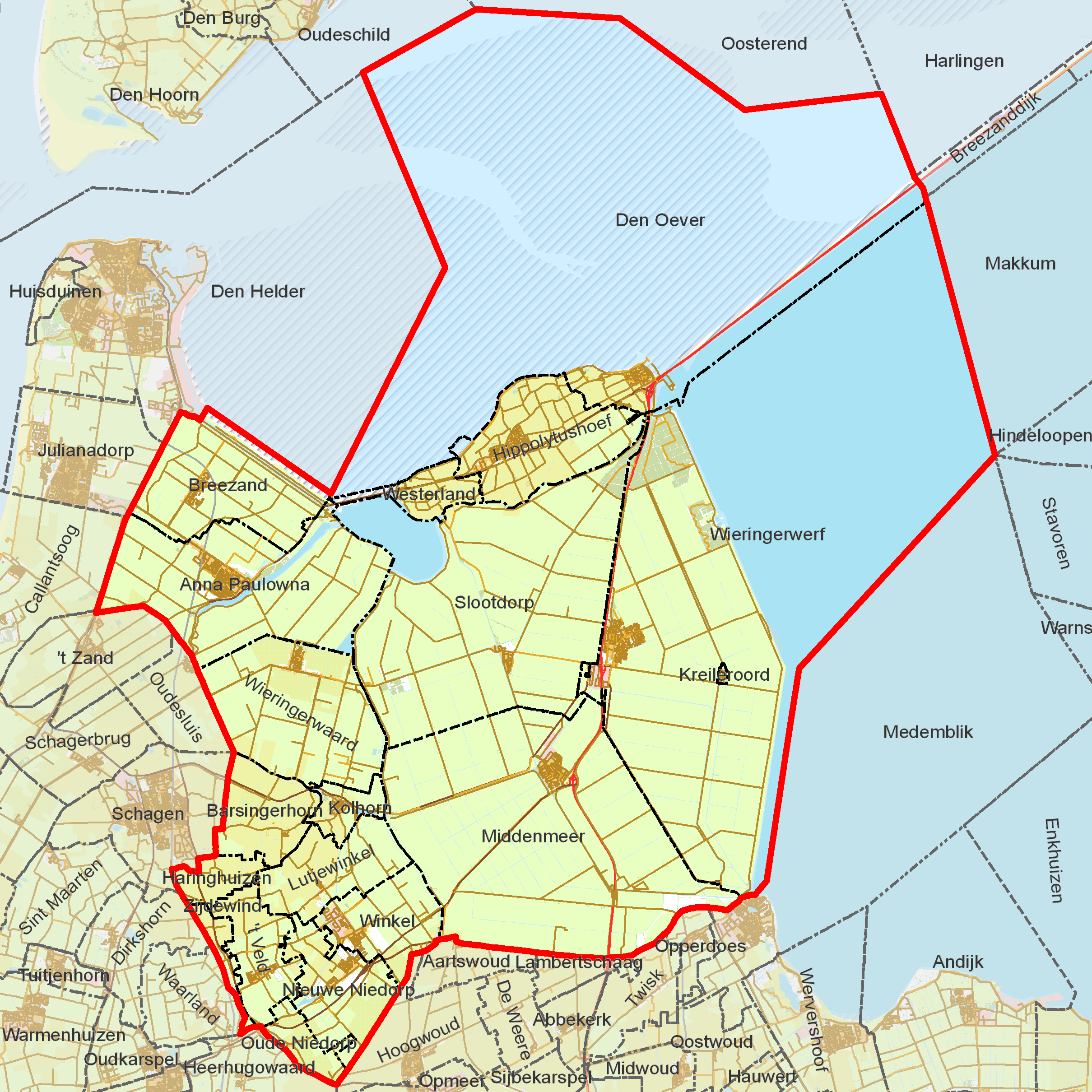
Woonplaatsen in de gemeente Hollands Kroon

- Anna Paulowna (3185)
- Barsingerhorn (2514)
- Breezand (3186)
- Den Oever (1489)
- Haringhuizen (2515)
- Hippolytushoef (1488)
- Kolhorn (2516)
- Kreileroord (2433)
- Lutjewinkel (2517)
- Middenmeer (2434)
- Nieuwe Niedorp (2518)
- Oude Niedorp (2519)
- Slootdorp (2435)
- 't Veld (2520)
- Westerland (1490)
- Wieringerwaard (3187)
- Wieringerwerf (2436)
- Winkel (2521)
- Zijdewind (2522)

## Hoorn

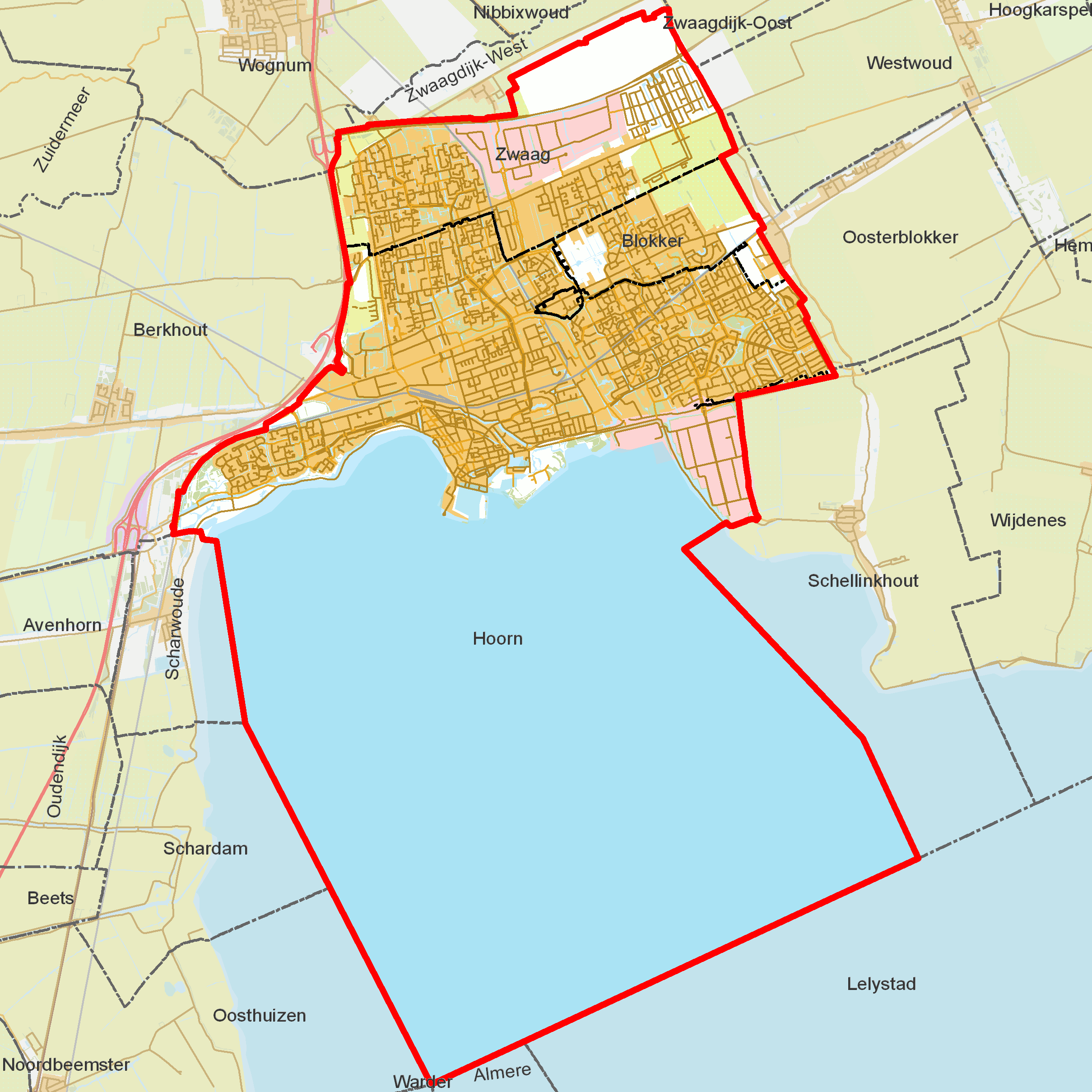
Woonplaatsen in de gemeente Hoorn

- Blokker (2462)
- Hoorn (2461)
- Zwaag (2463)

## Huizen

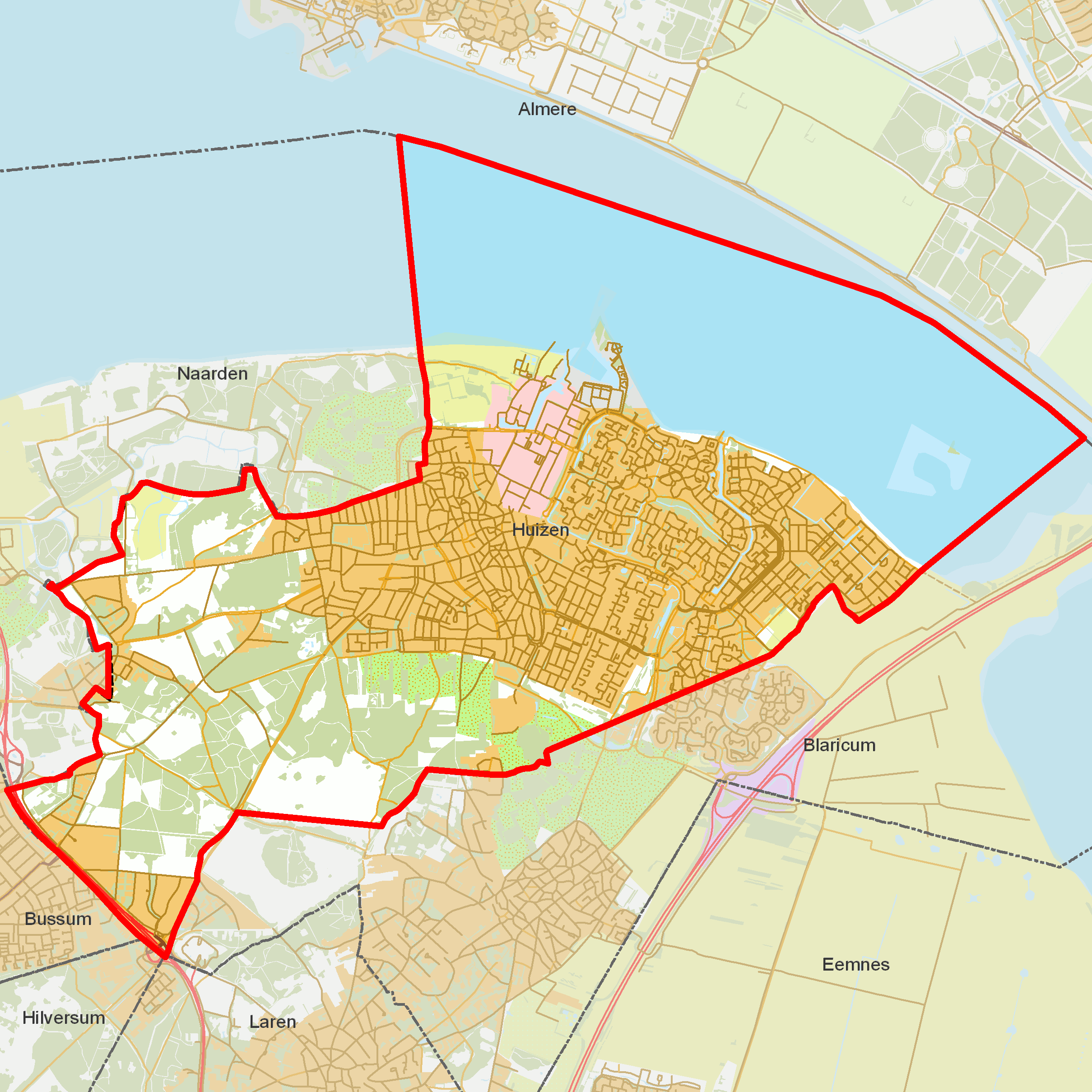
Woonplaatsen in de gemeente Huizen

- Huizen (1011)

## Koggenland

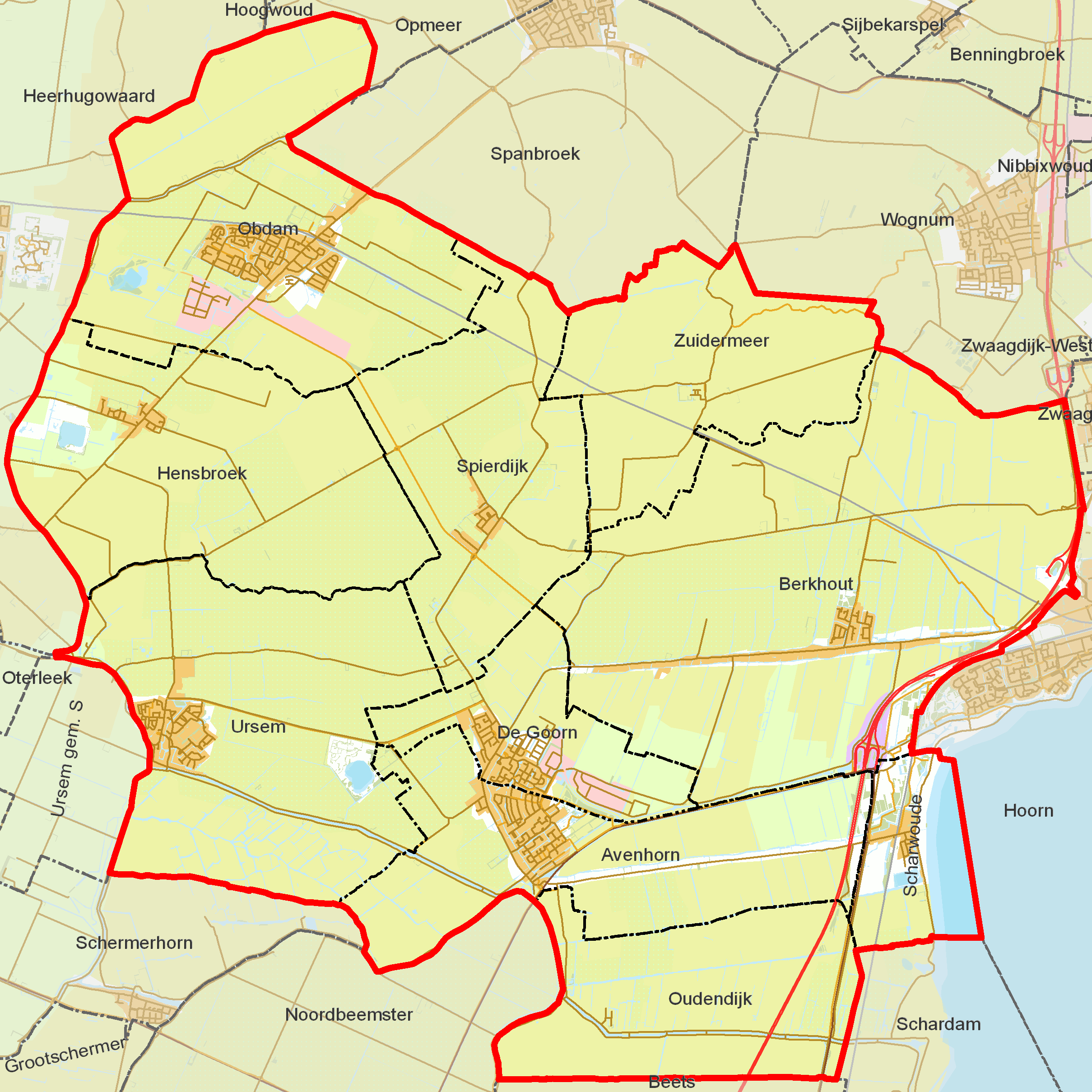
Woonplaatsen in de gemeente Koggenland

- Avenhorn (1183)
- Berkhout (1184)
- De Goorn (1185)
- Hensbroek (1186)
- Obdam (1187)
- Oudendijk (1188)
- Scharwoude (1189)
- Spierdijk (1190)
- Ursem (1191)
- Zuidermeer (1192)

## Landsmeer

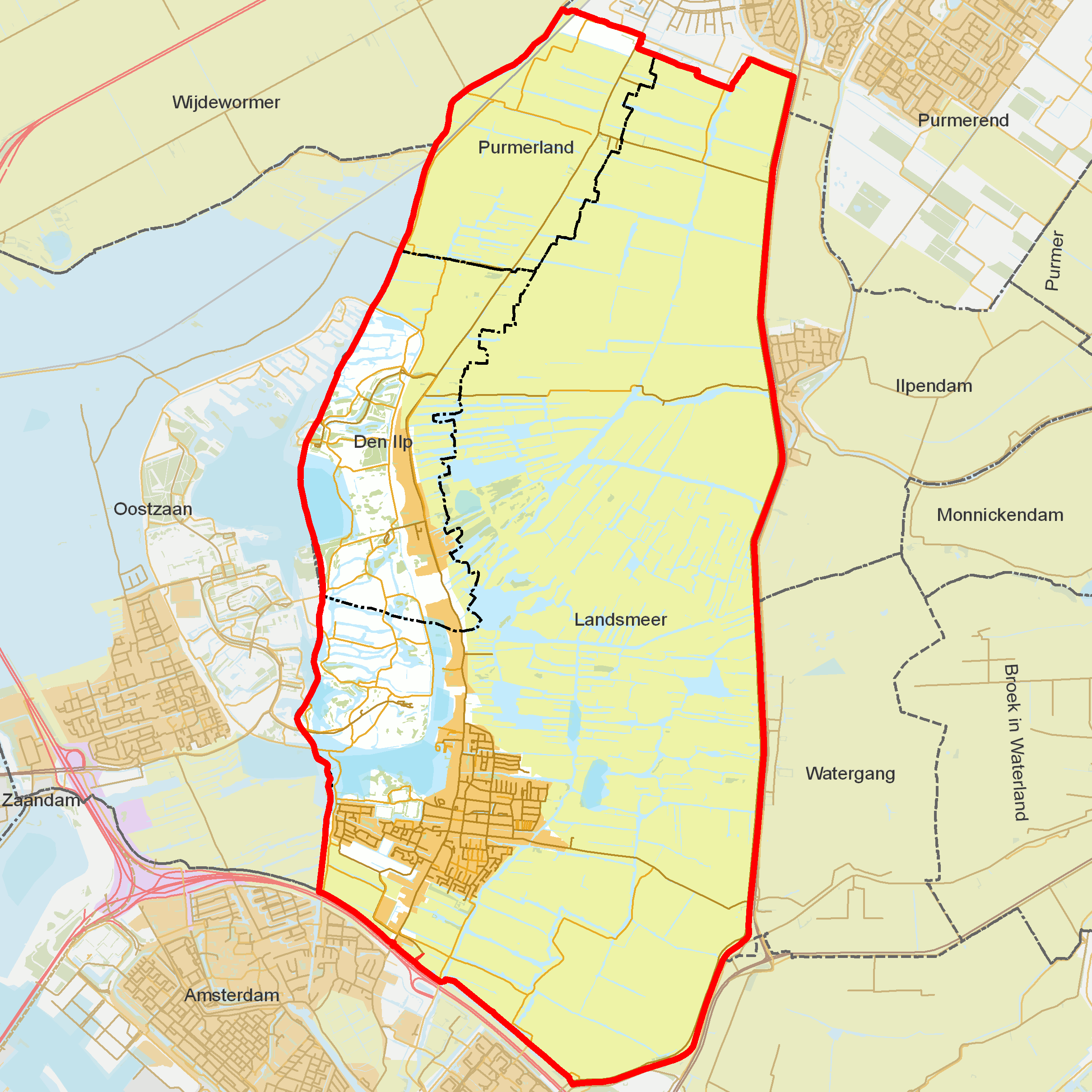
Woonplaatsen in de gemeente Landsmeer

- Den Ilp (1329)
- Landsmeer (1328)
- Purmerland (1330)

## Laren

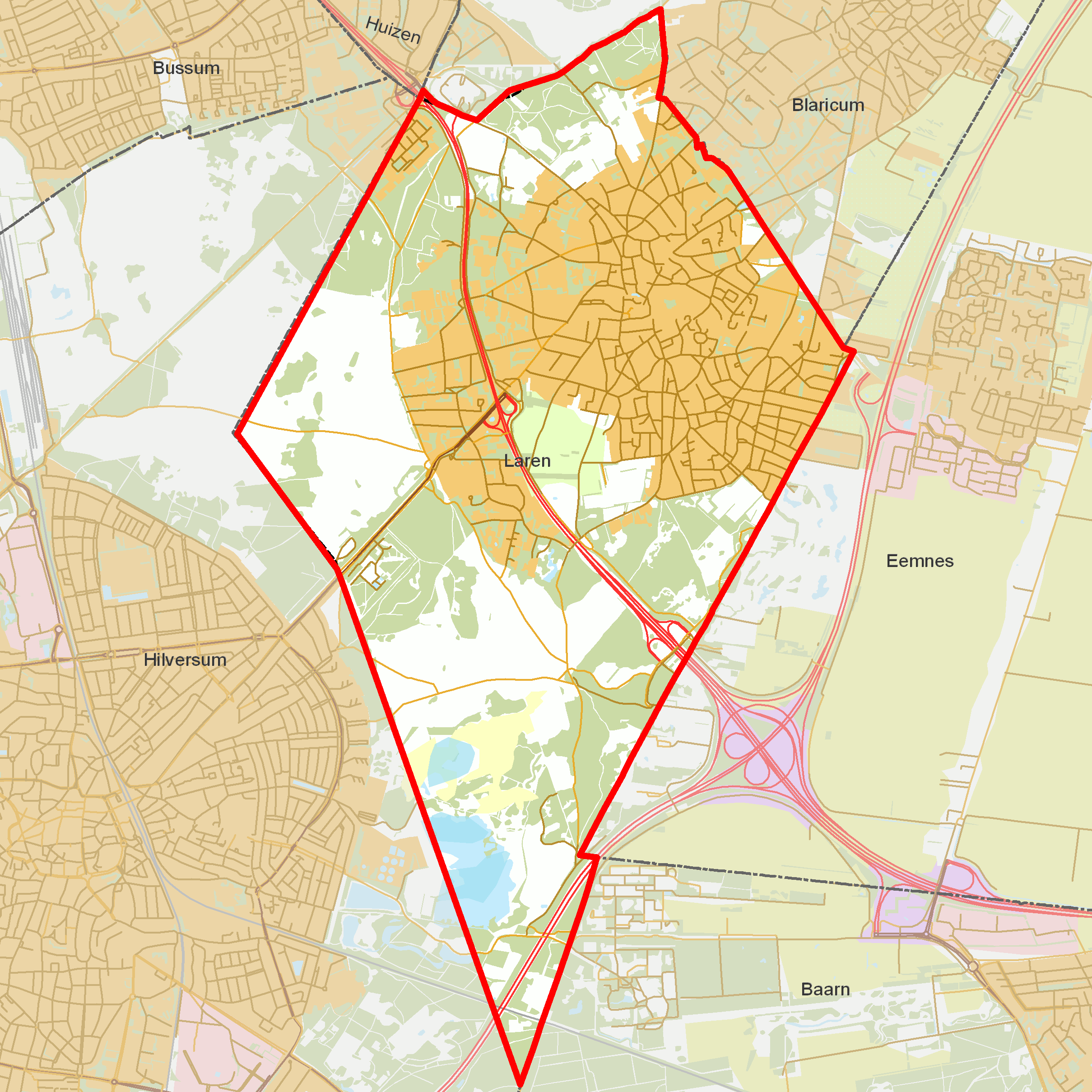
Woonplaatsen in de gemeente Laren

- Laren (2890)

## Medemblik
- Abbekerk (3147)
- Andijk (1053)
- Benningbroek (3148)
- Hauwert (3149)
- Lambertschaag (3150)
- Medemblik (3151)
- Midwoud (3152)
- Nibbixwoud (3153)
- Oostwoud (3154)
- Opperdoes (3155)
- Sijbekarspel (3156)
- Twisk (3157)
- Wervershoof (1106)
- Wognum (3158)

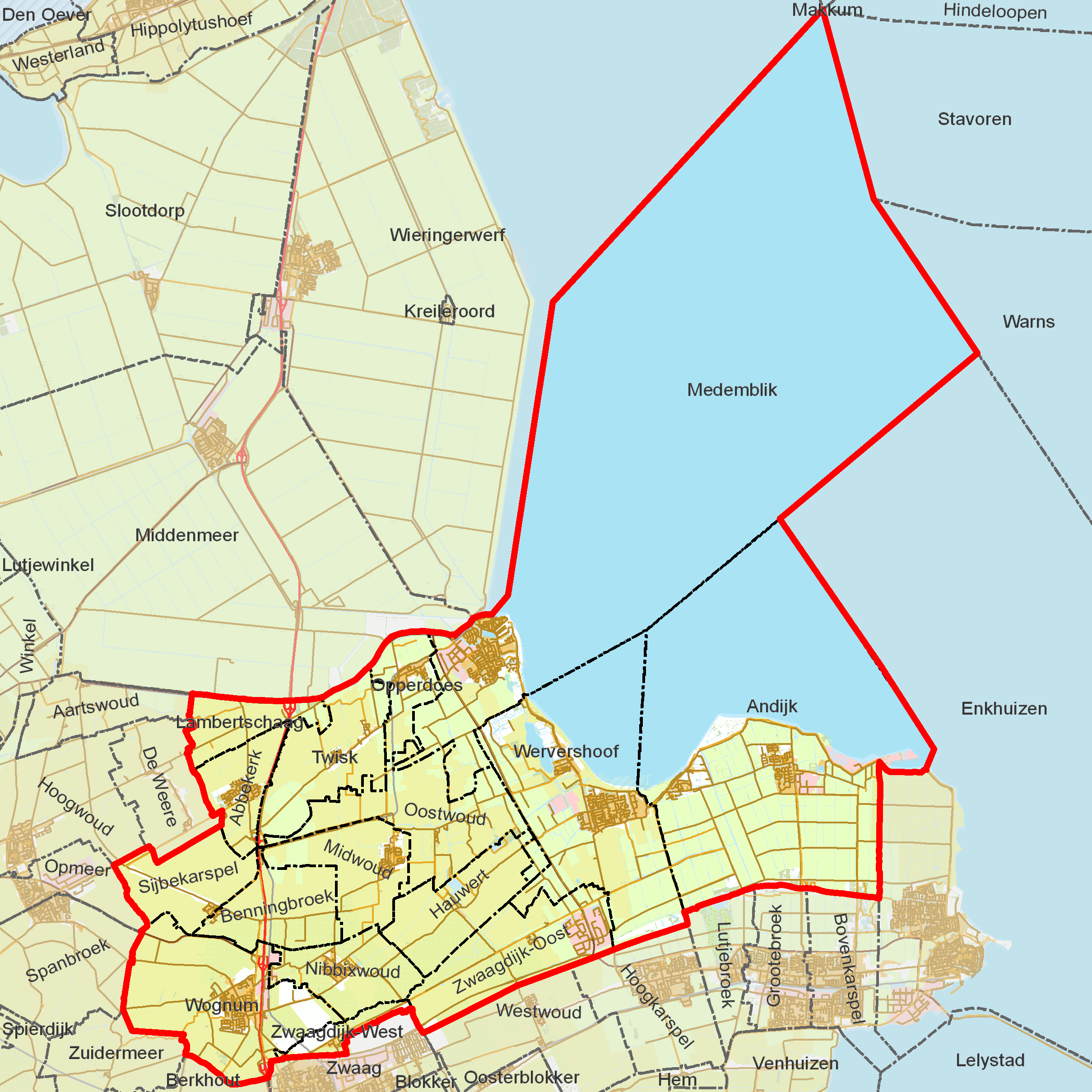
Woonplaatsen in de gemeente Medemblik

- Zwaagdijk-Oost (1107) (tot 2011 Zwaagdijk)
- Zwaagdijk-West (3159) (tot 2011 Zwaagdijk)

## Oostzaan

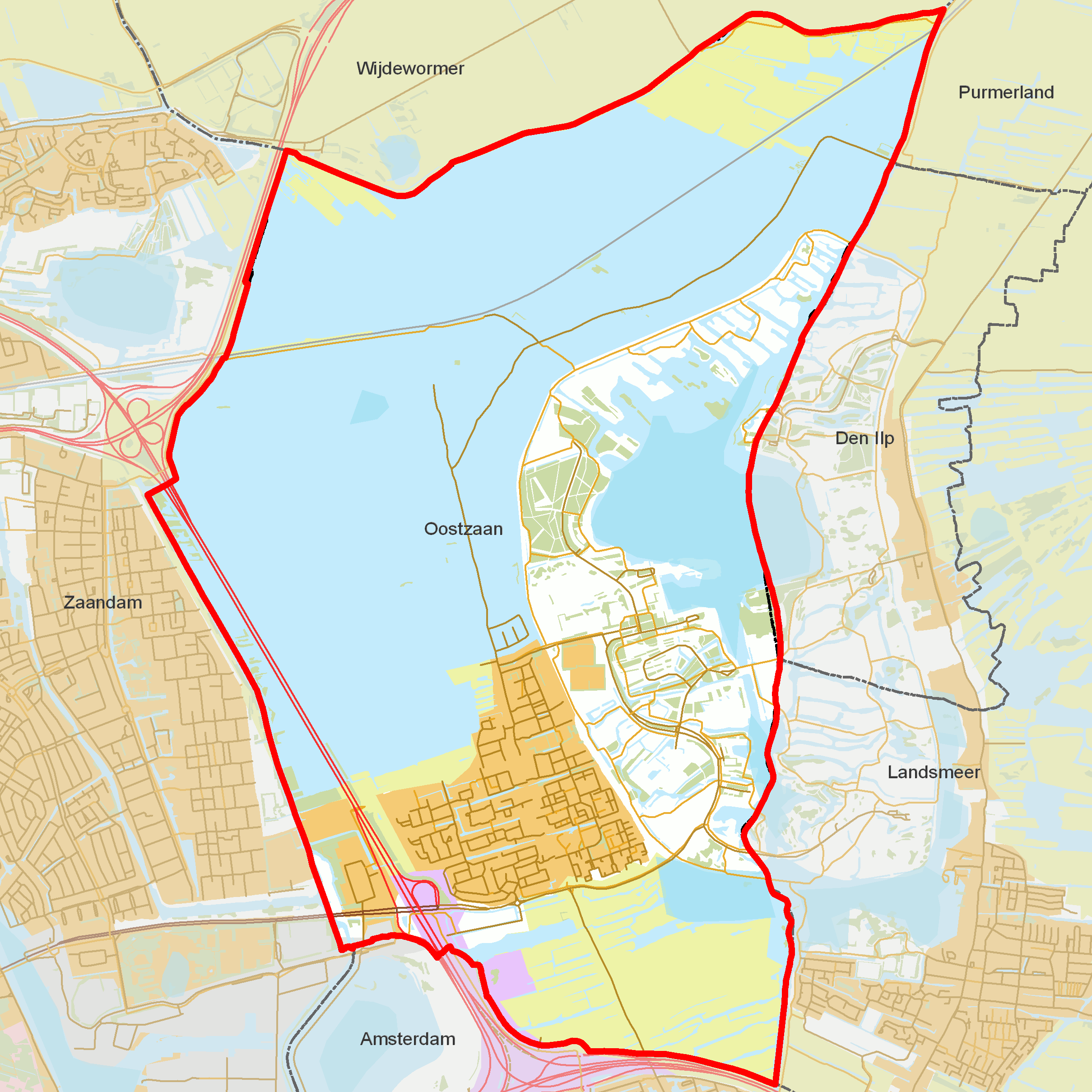
Woonplaatsen in de gemeente Oostzaan

- Oostzaan (2113)

## Opmeer

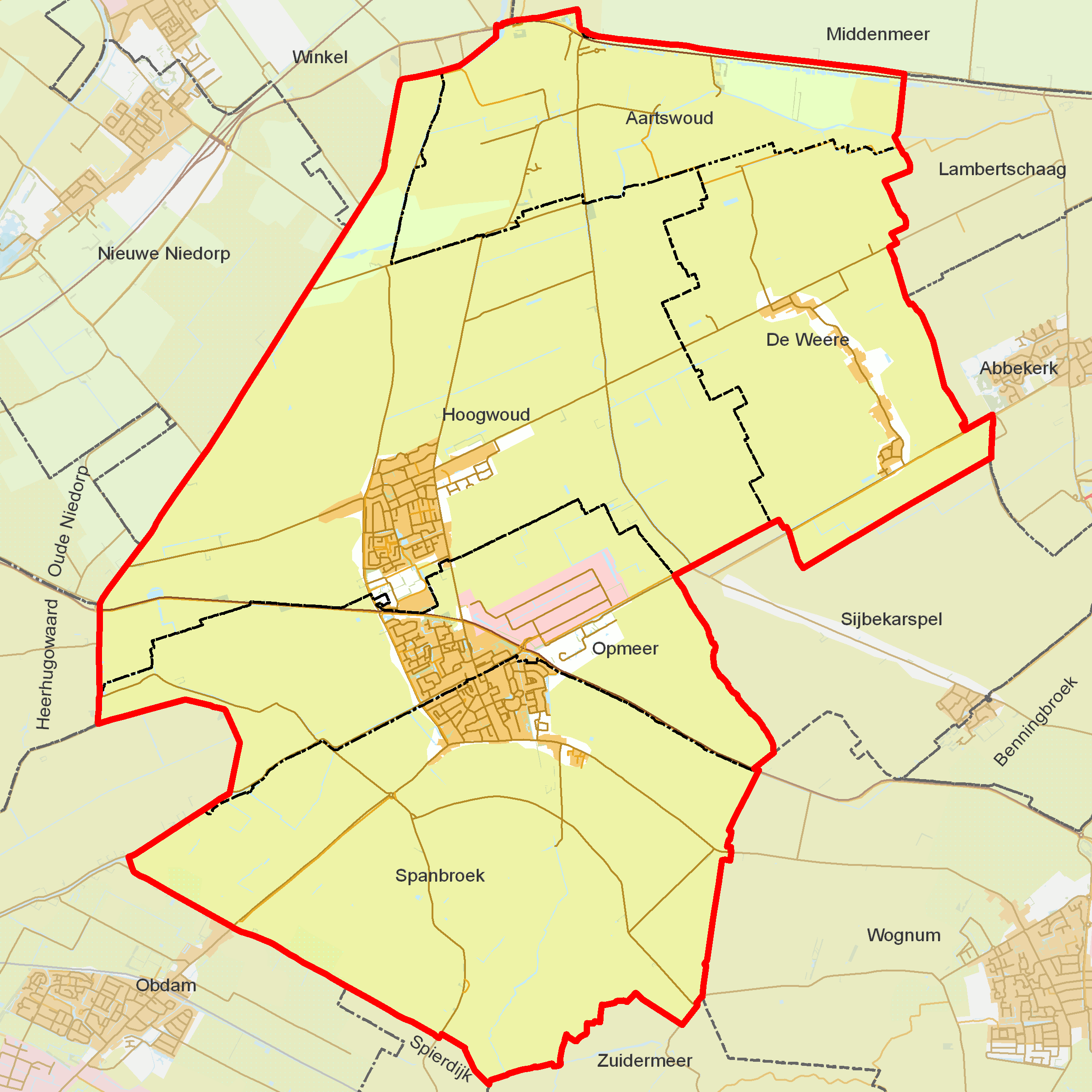
Woonplaatsen in de gemeente Opmeer

- Aartswoud (2788)
- De Weere (2789)
- Hoogwoud (2790)
- Opmeer (2791)
- Spanbroek (2792)

## Ouder-Amstel

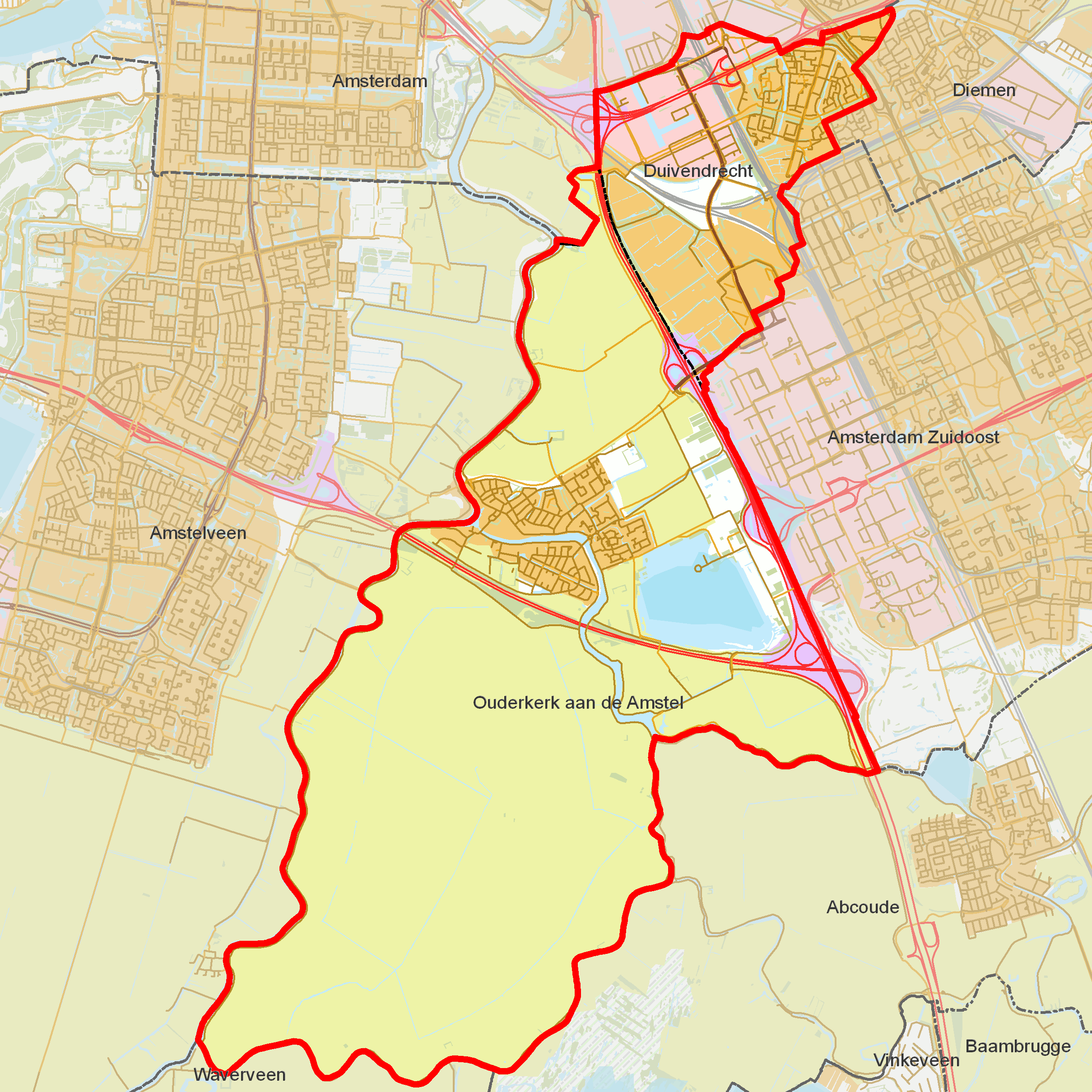
Woonplaatsen in de gemeente Ouder-Amstel (2012)

- Amsterdam-Duivendrecht (3569)
- Duivendrecht (3568)
- Ouderkerk aan de Amstel (2129)

## Purmerend

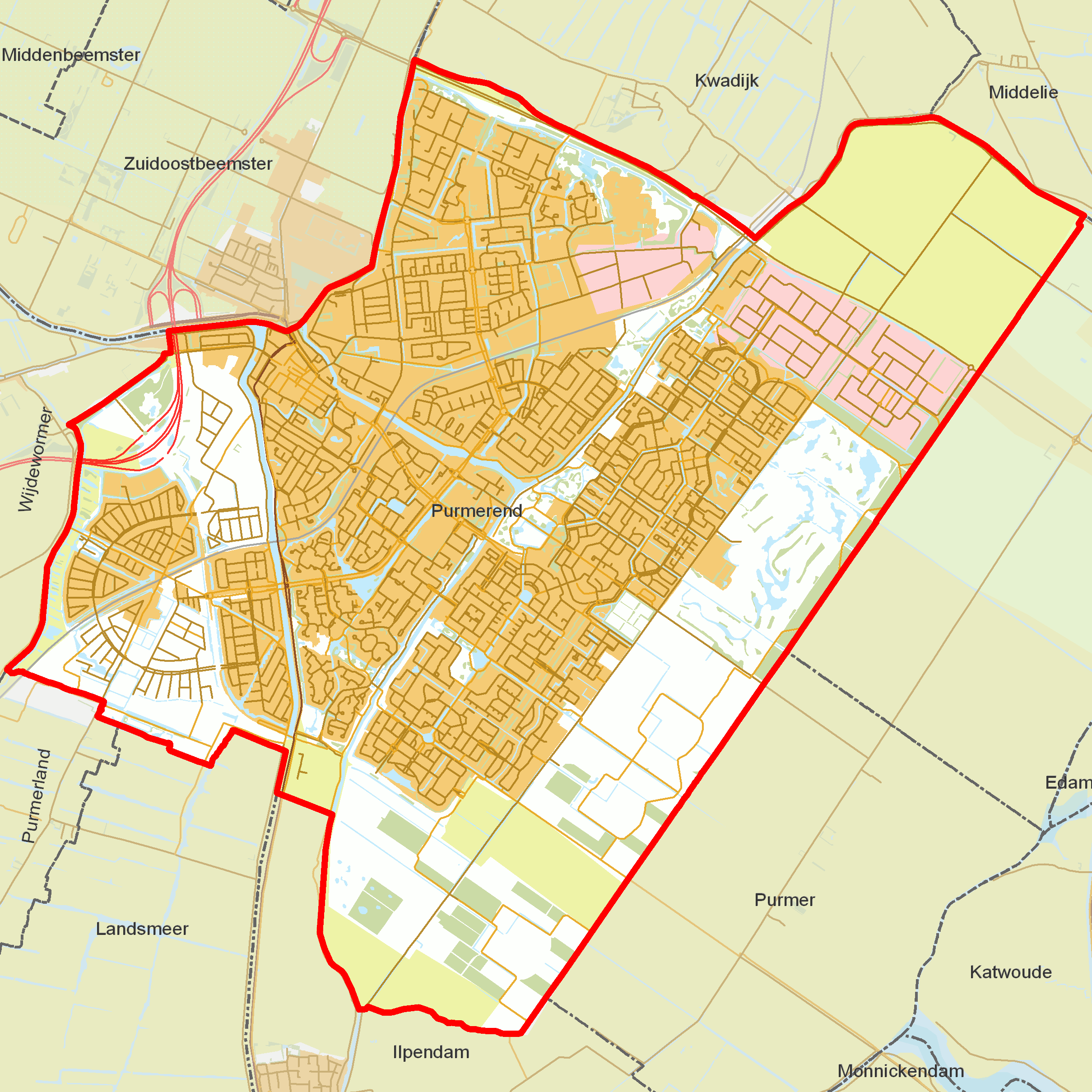
Woonplaatsen in de gemeente Purmerend t/m 31 december 2021

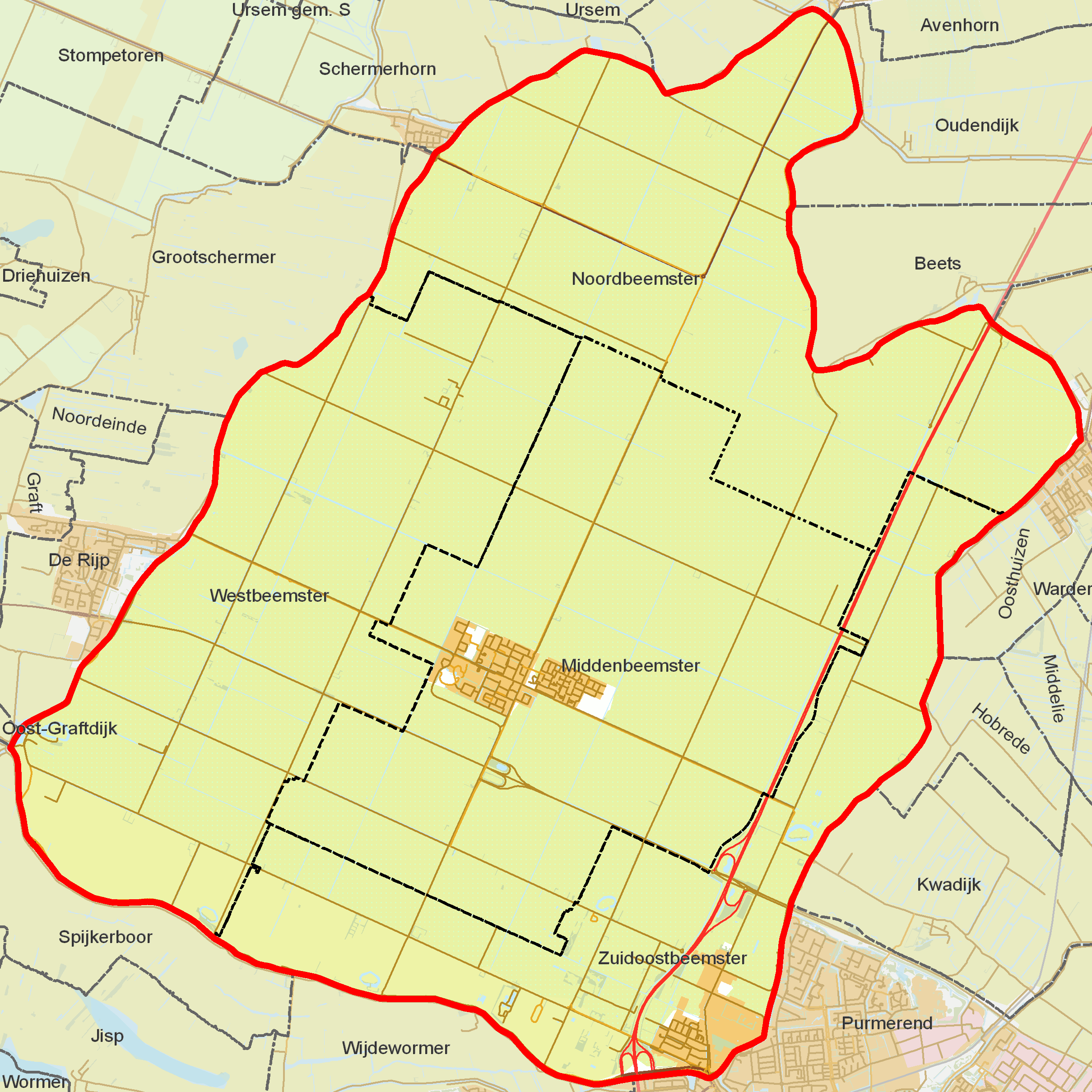
Woonplaatsen in de voormalige gemeente Beemster

- Middenbeemster (2170)
- Noordbeemster (2171)
- Purmerend (3103)
- Westbeemster (2172)
- Zuidoostbeemster (2173)

## Schagen

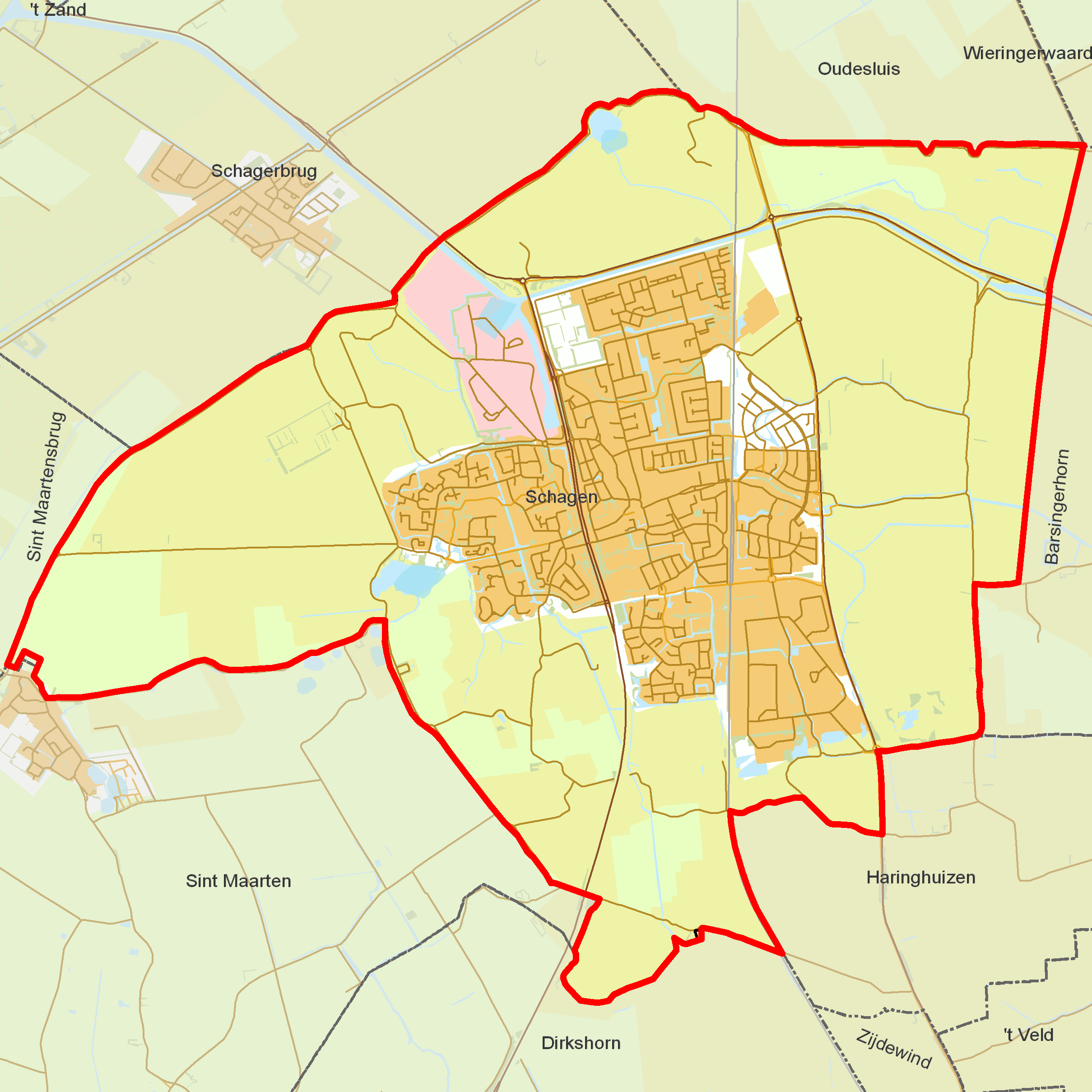
Woonplaatsen in de gemeente Schagen

- Schagen (2460)

### Harenkarspel

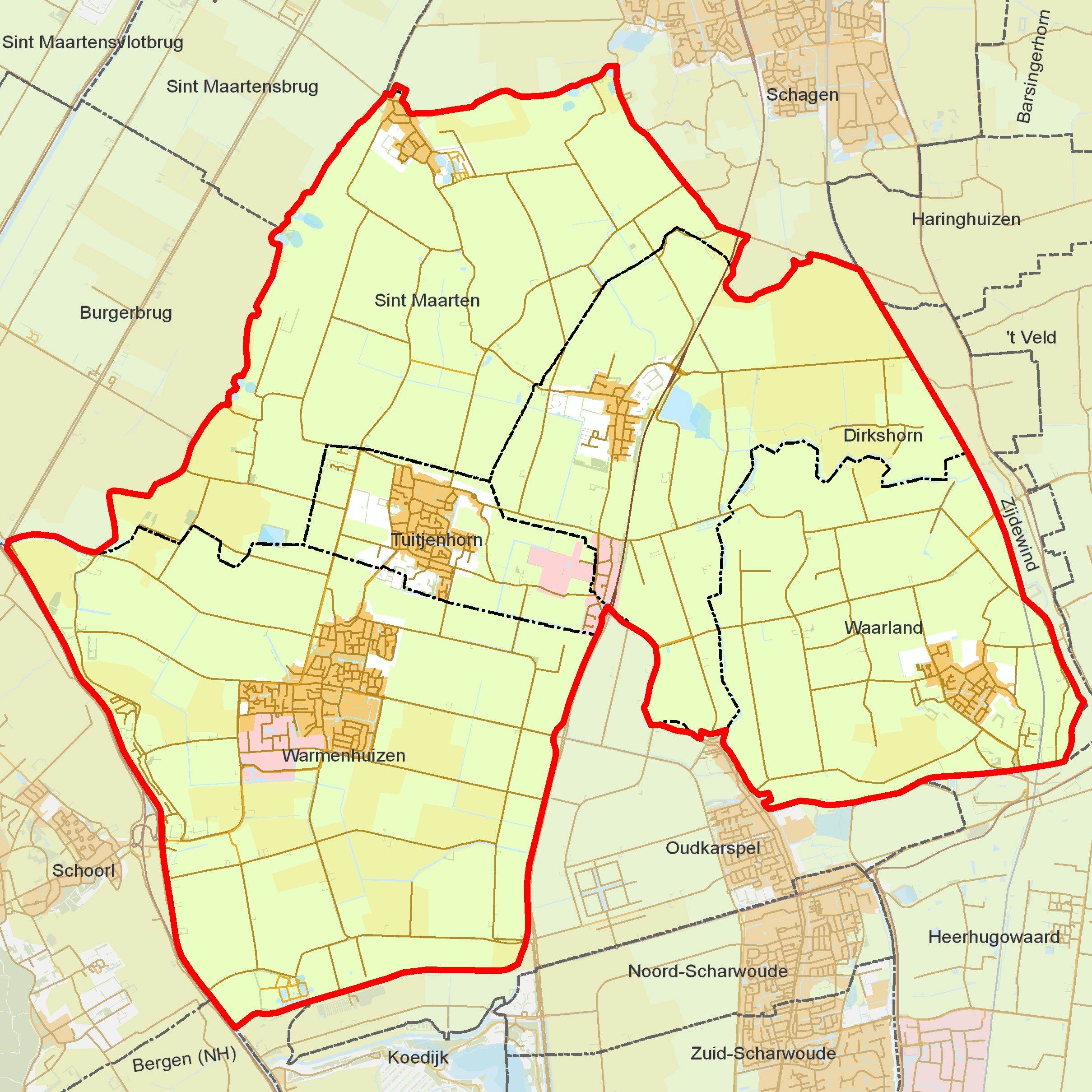
Woonplaatsen in de voormalige gemeente Harenkarspel

- Dirkshorn (3289)
- Oudkarspel (3290)
- Sint Maarten (3291)
- Tuitjenhorn (3292)
- Waarland (3293)
- Warmenhuizen (3294)

### Zijpe

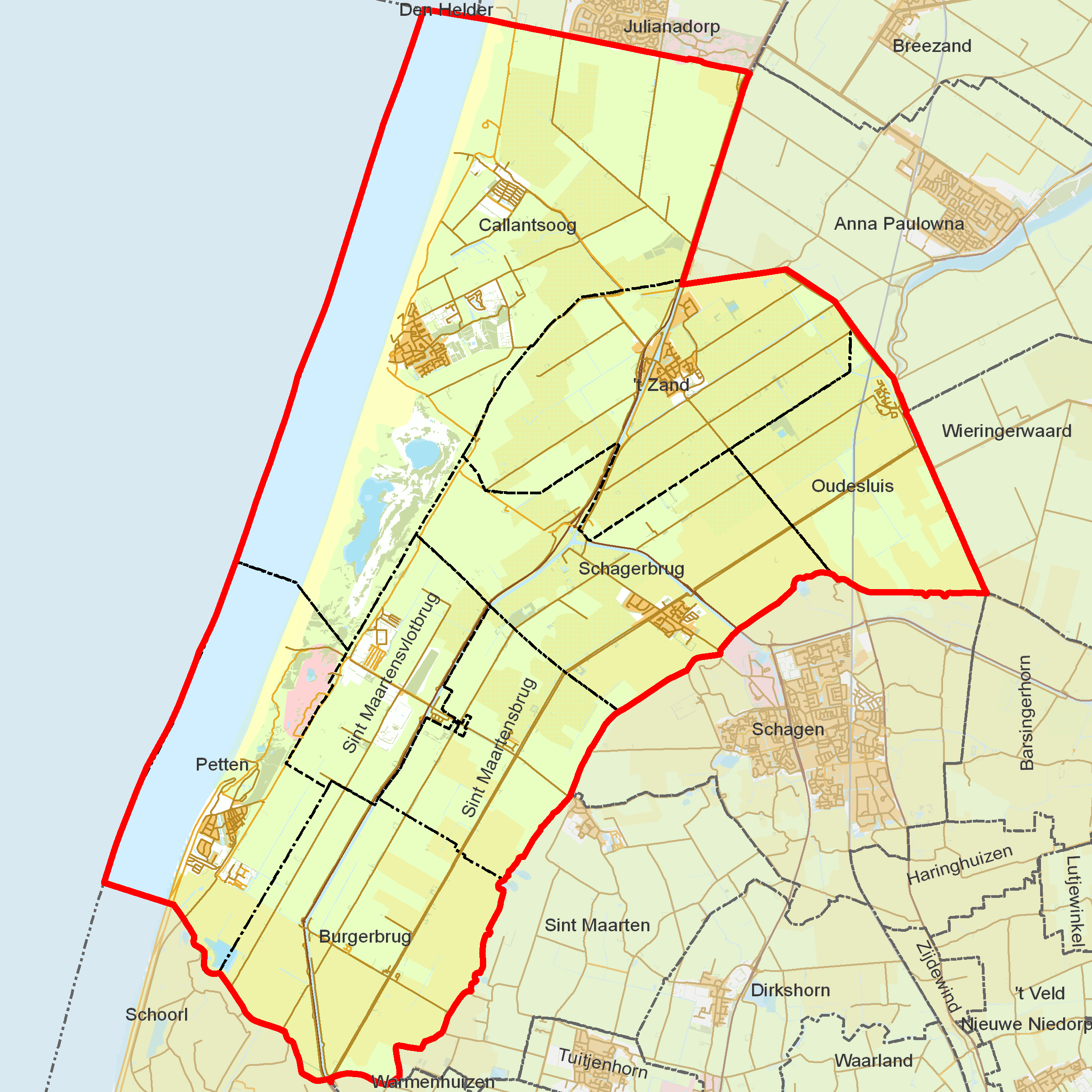
Woonplaatsen in de voormalige gemeente Zijpe

- Burgerbrug (2762)
- Callantsoog (2757)
- Oudesluis (2763)
- Petten (2761)
- Schagerbrug (2756)
- Sint Maartensbrug (2759)
- Sint Maartensvlotbrug (2760)
- 't Zand (2758)

## Stede Broec

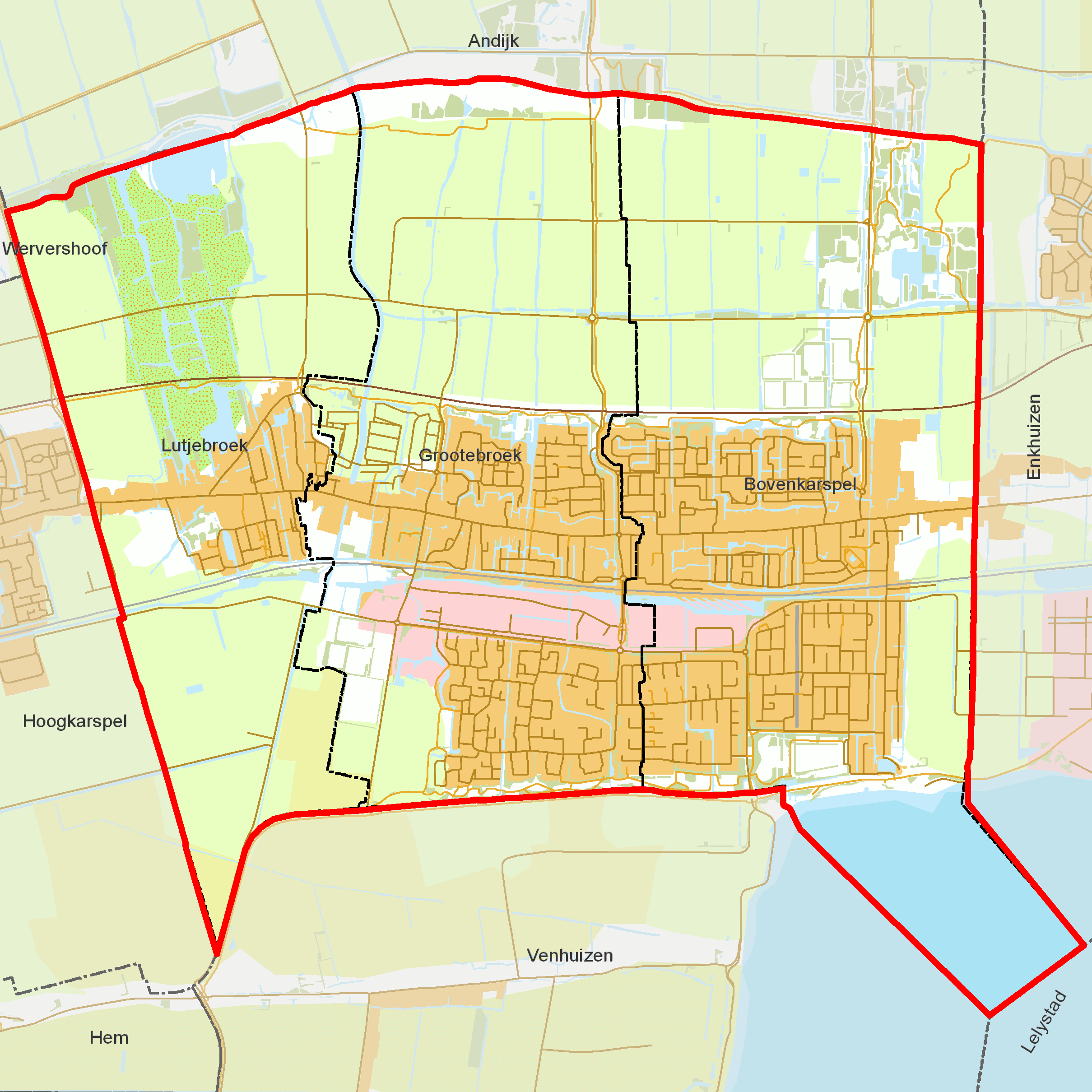
Woonplaatsen in de gemeente Stede Broec

- Bovenkarspel (1102)
- Grootebroek (1103)
- Lutjebroek (1104)

## Texel

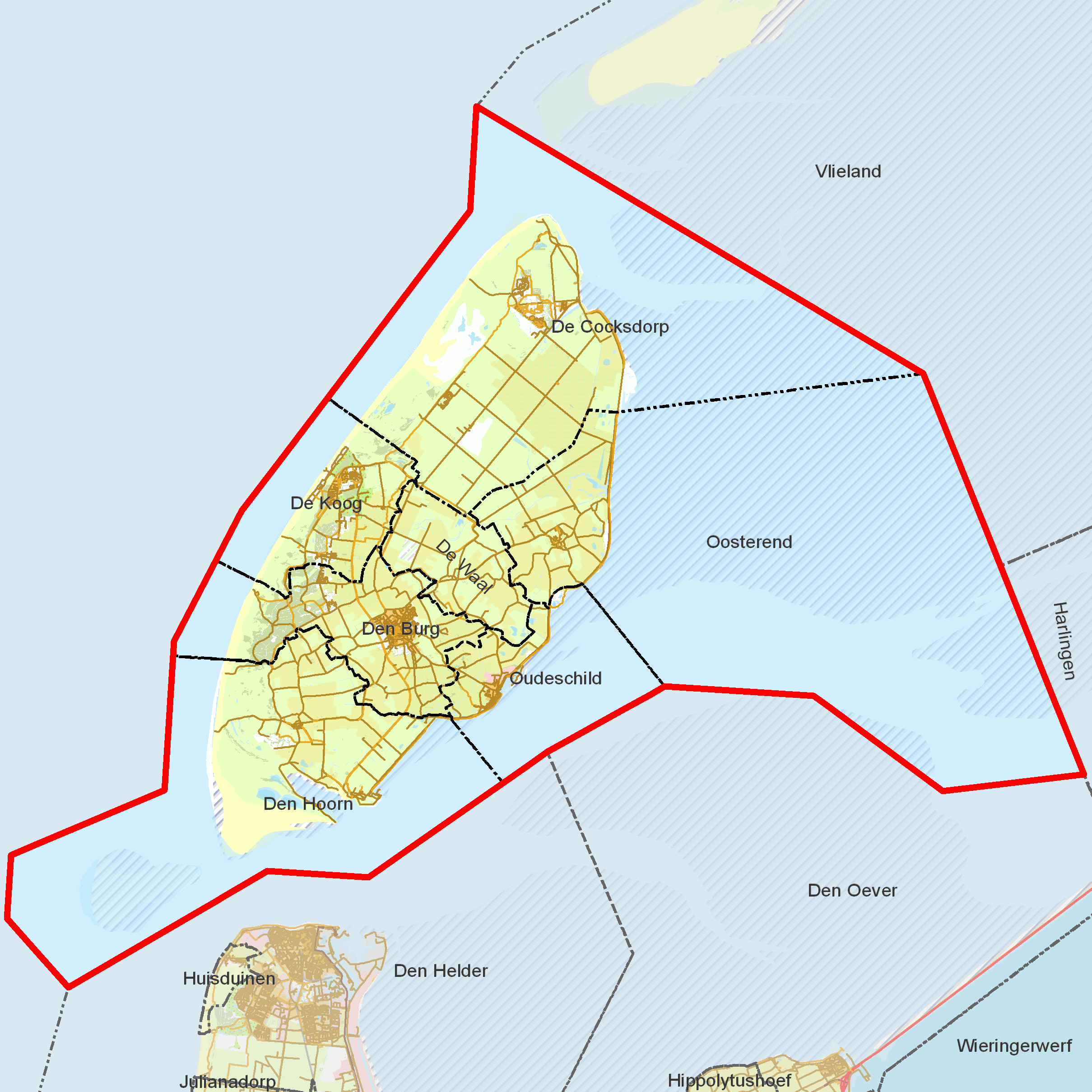
Woonplaatsen in de gemeente Texel

- De Cocksdorp (2737)
- De Koog (2738)
- De Waal (2739)
- Den Burg (2740)
- Den Hoorn (2741)
- Oosterend (2742)
- Oudeschild (2743)

## Uitgeest

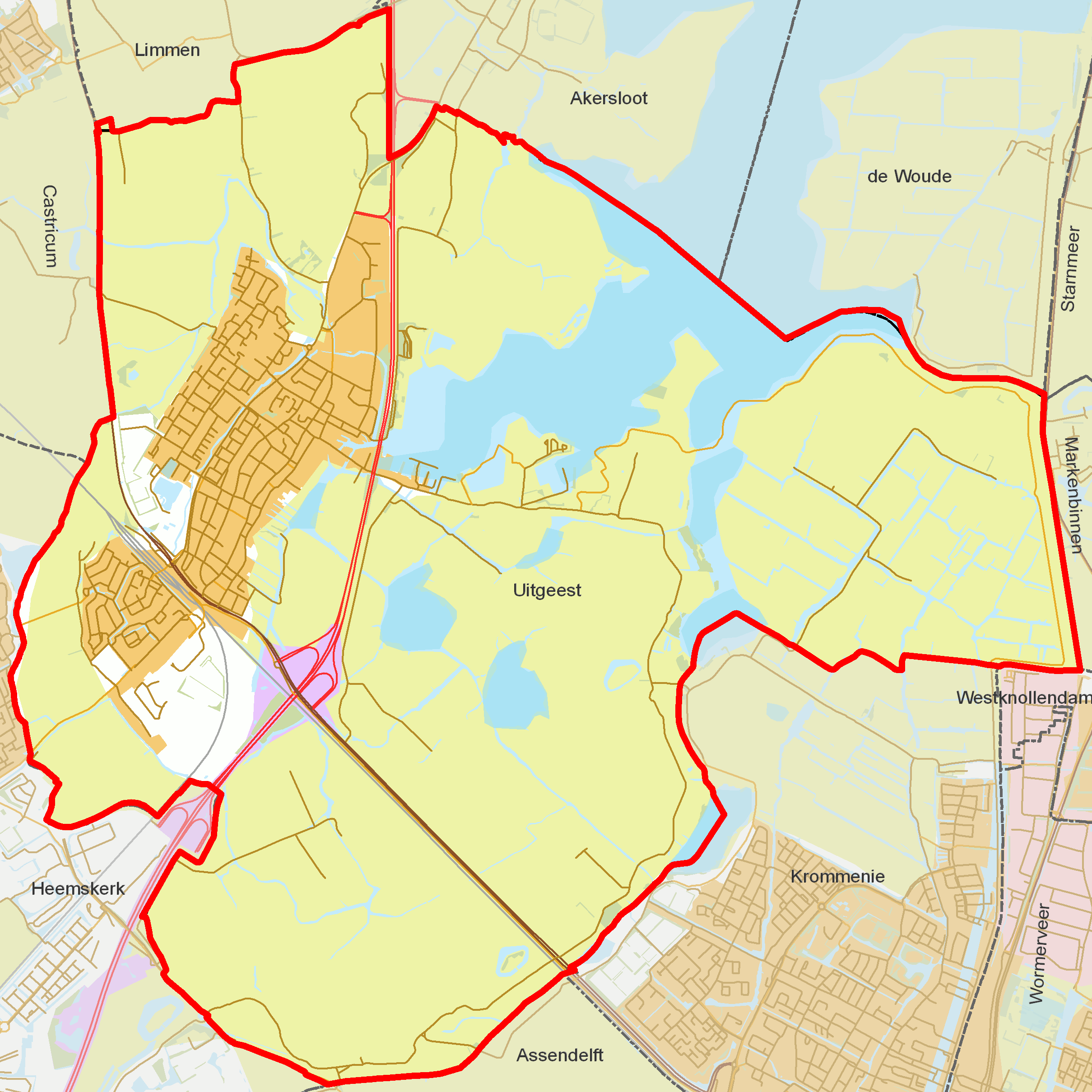
Woonplaatsen in de gemeente Uitgeest

- Uitgeest (2755)

## Uithoorn

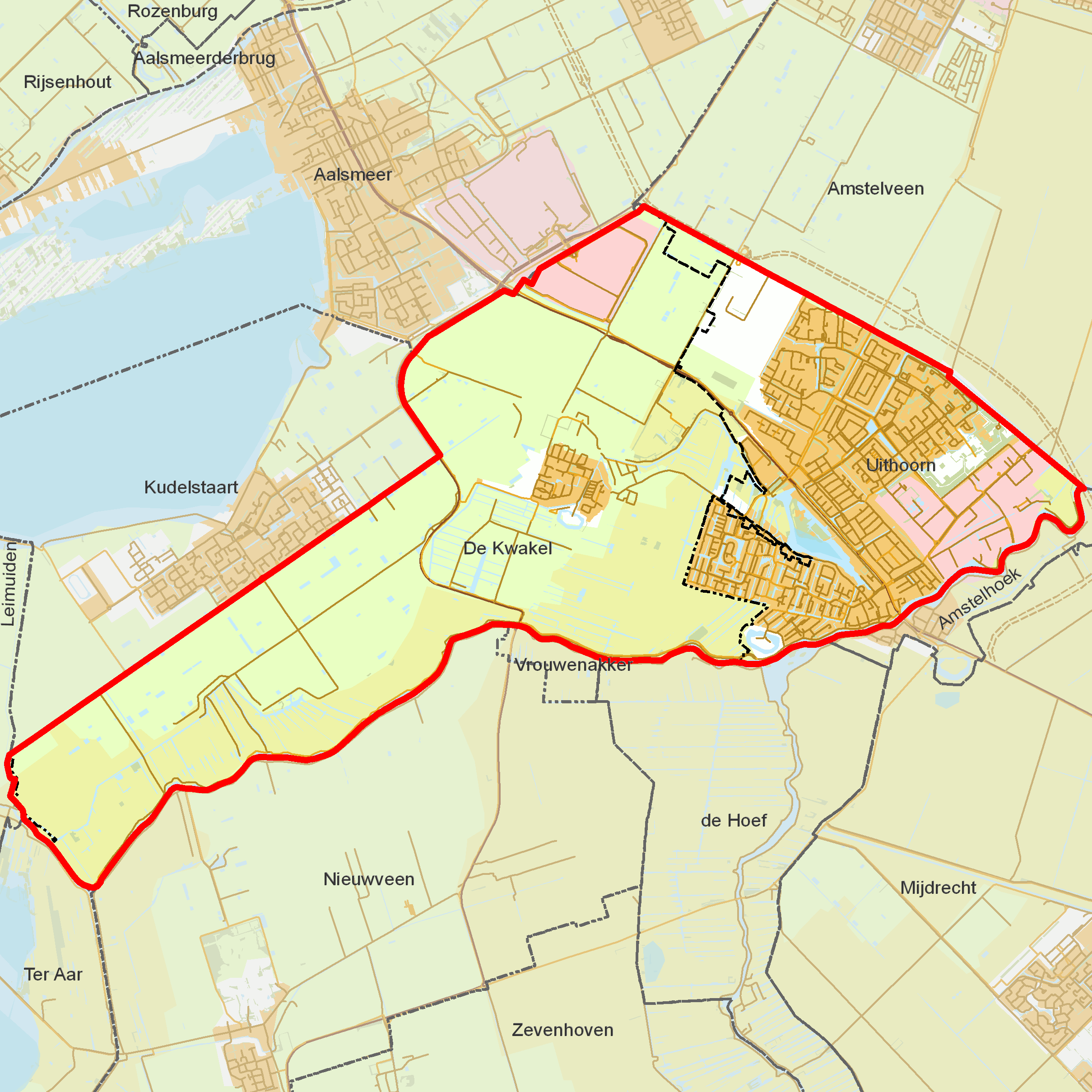
Woonplaatsen in de gemeente Uithoorn

- De Kwakel (2063)
- Uithoorn (2062)

## Velsen

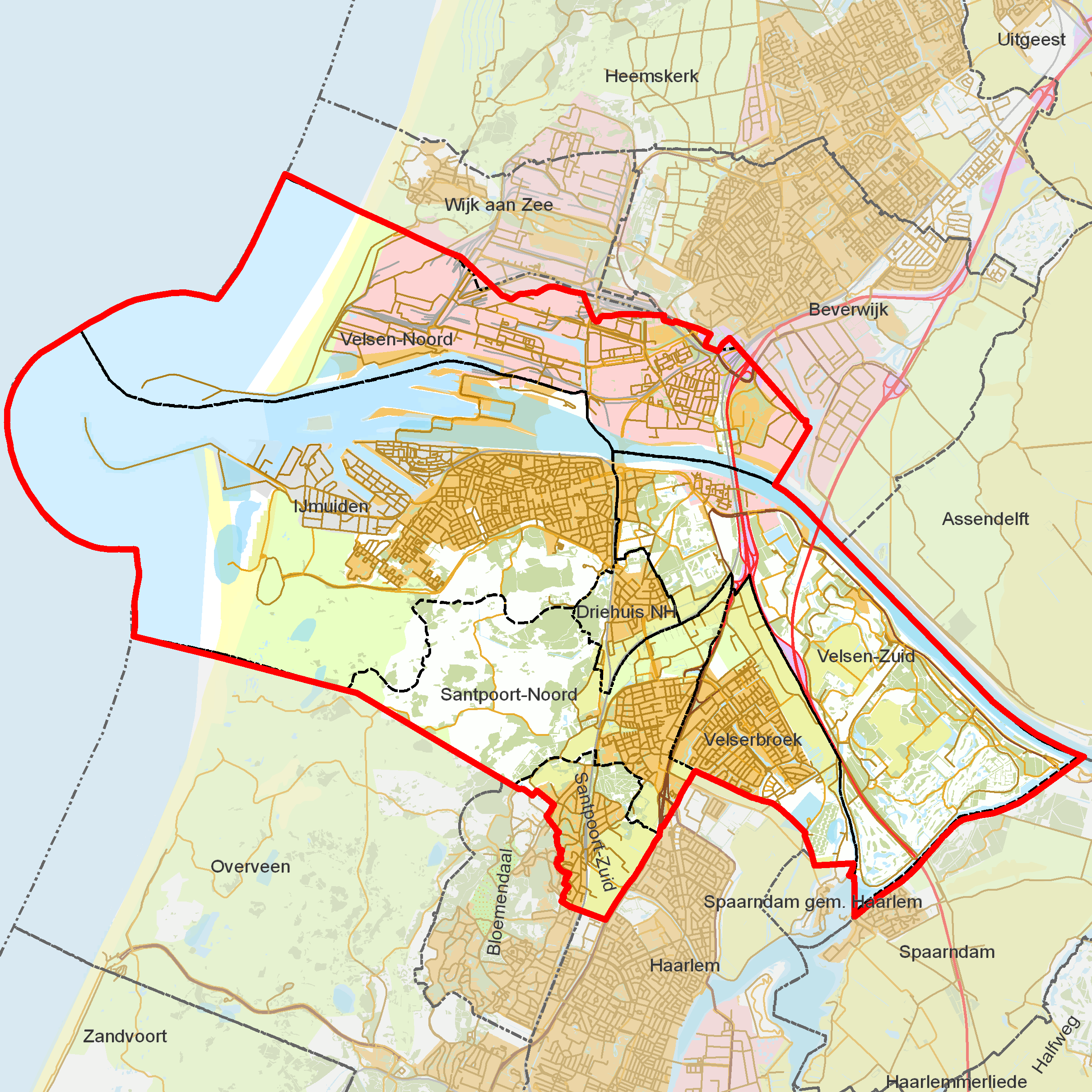
Woonplaatsen in de gemeente Velsen

- Driehuis (2836)
- IJmuiden (2835)
- Santpoort-Noord (2837)
- Santpoort-Zuid (2838)
- Velsen-Noord (2833)
- Velsen-Zuid (2834)
- Velserbroek (2839)

## Waterland

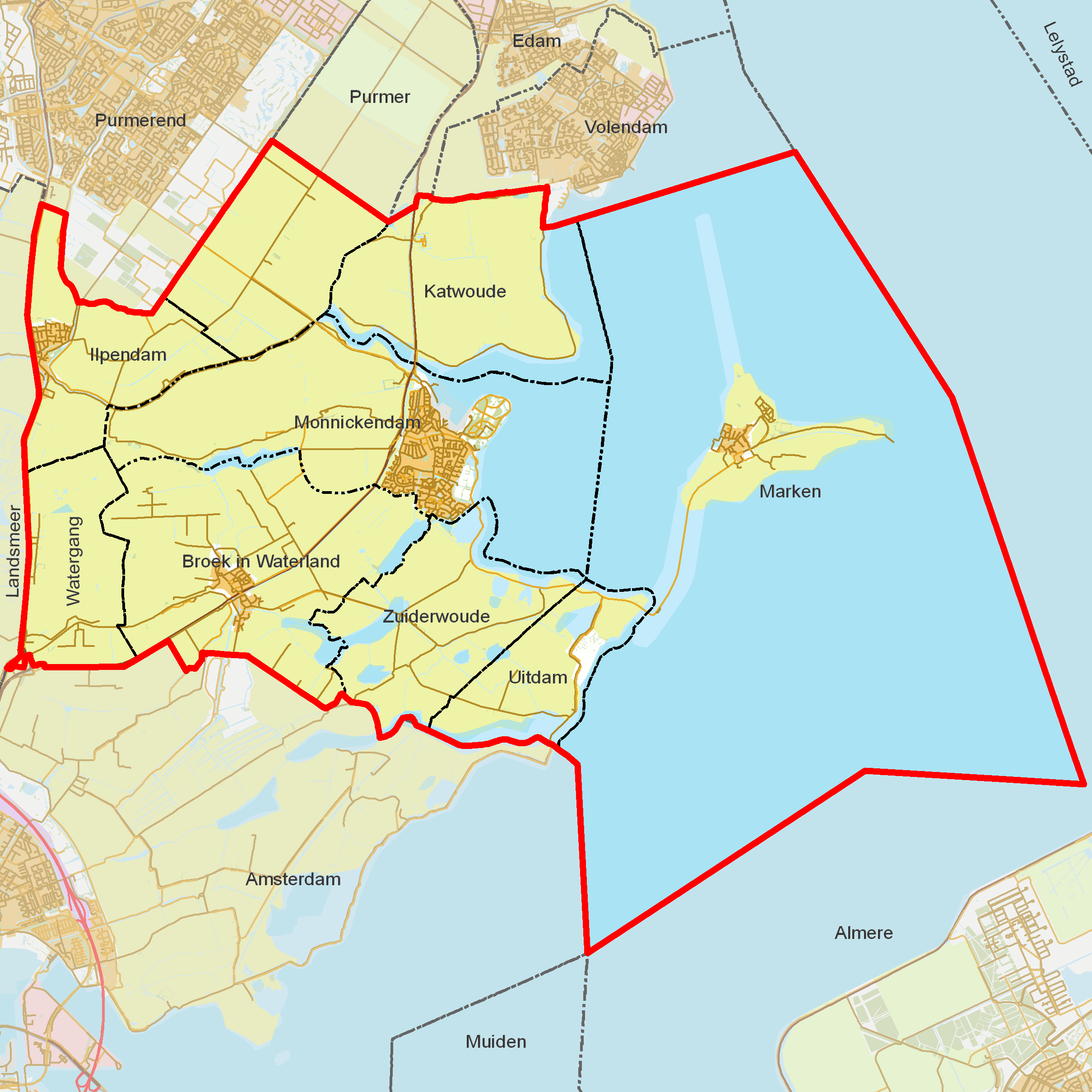
Woonplaatsen in de gemeente Waterland

- Broek in Waterland (1940)
- Ilpendam (1941)
- Katwoude (1942)
- Marken (1943)
- Monnickendam (1944)
- Purmer (1946)
- Uitdam (1947)
- Watergang (1945)
- Zuiderwoude (1948)

## Wijdemeren

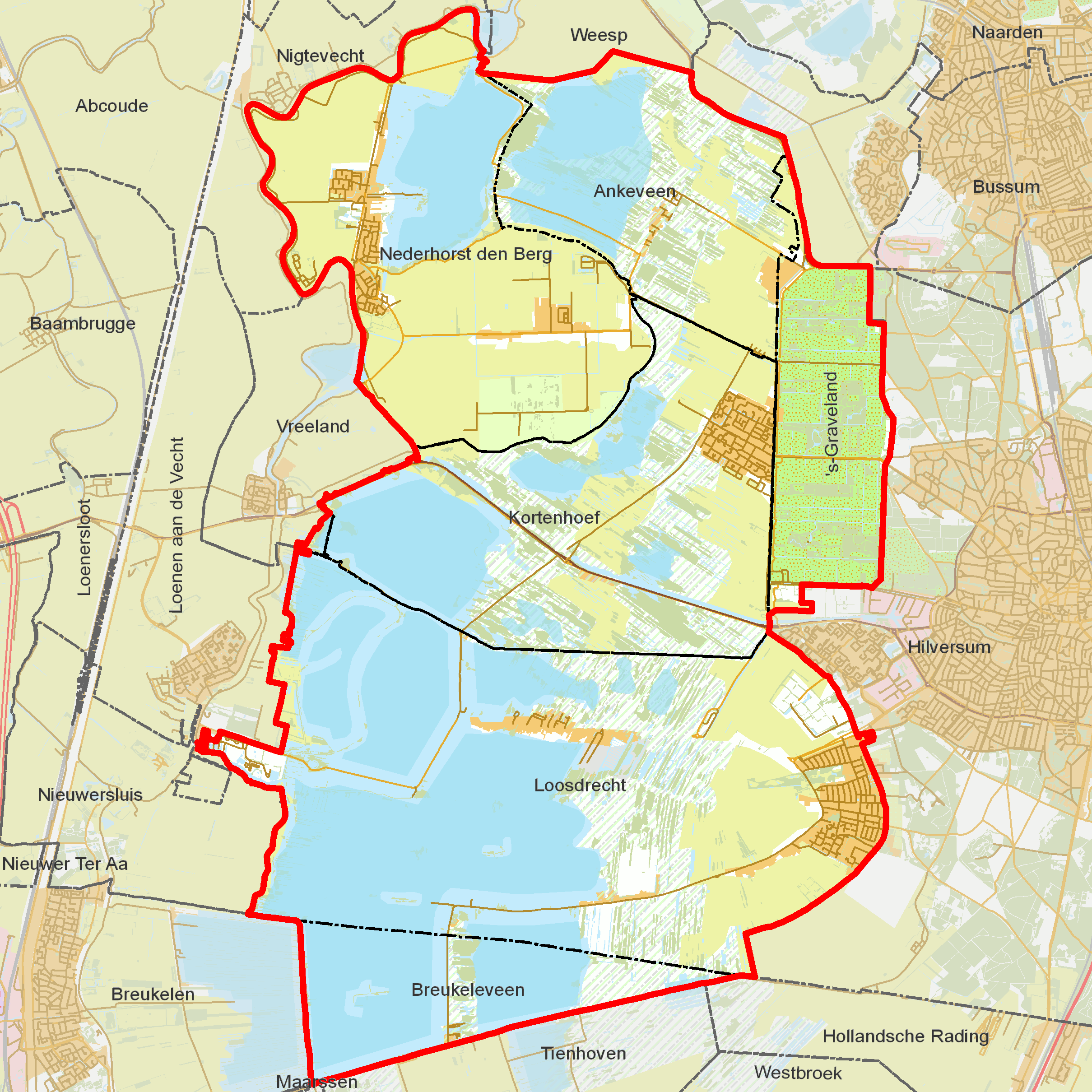
Woonplaatsen in de gemeente Wijdemeren

- Ankeveen (2999)
- Breukeleveen (3004)
- 's-Graveland (3000)
- Kortenhoef (3001)
- Loosdrecht (3002)
- Nederhorst den Berg (3003)

## Wormerland

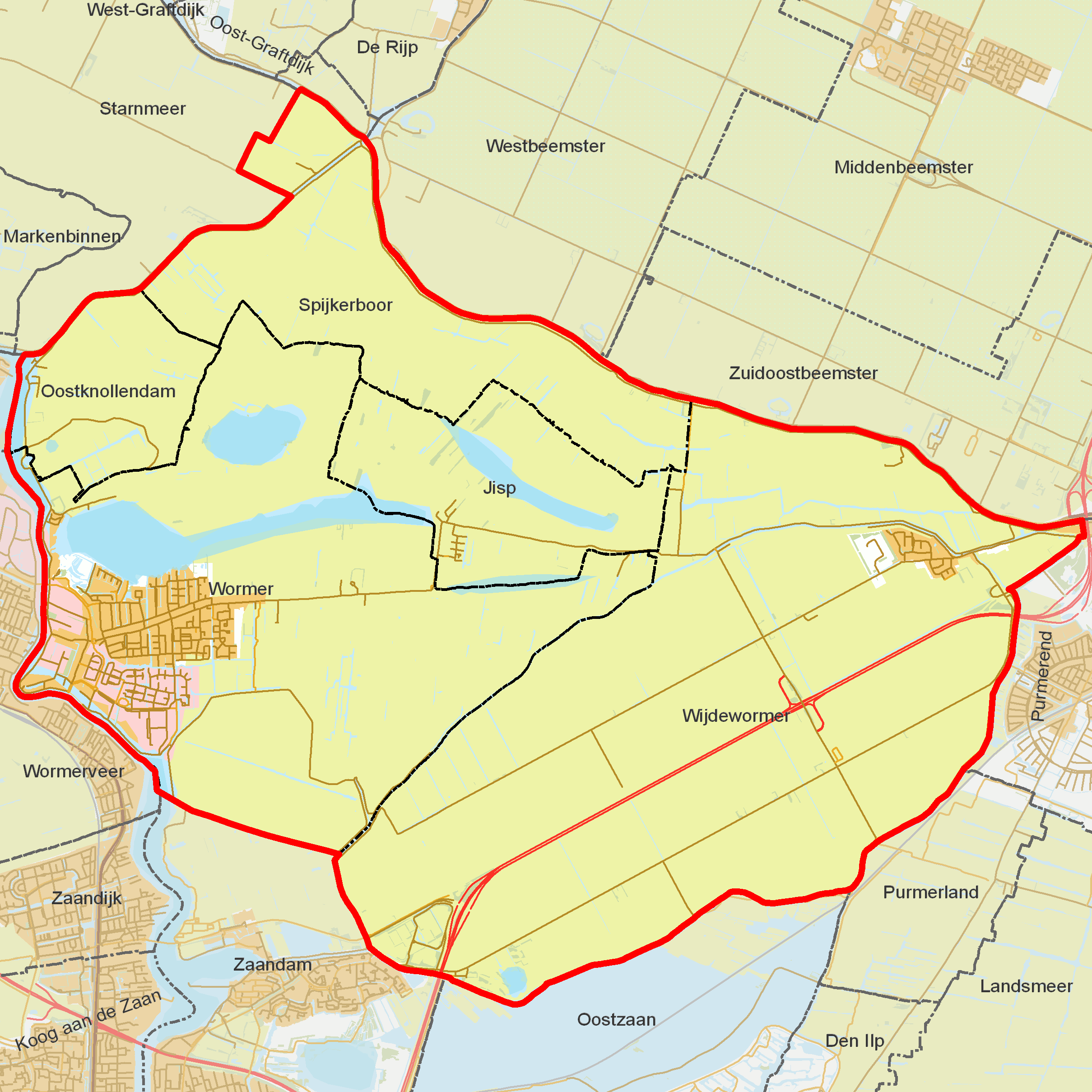
Woonplaatsen in de gemeente Wormerland

- Jisp (2284)
- Oostknollendam (2285)
- Spijkerboor (2286)
- Wijdewormer (2288)
- Wormer (2287)

## Zaanstad

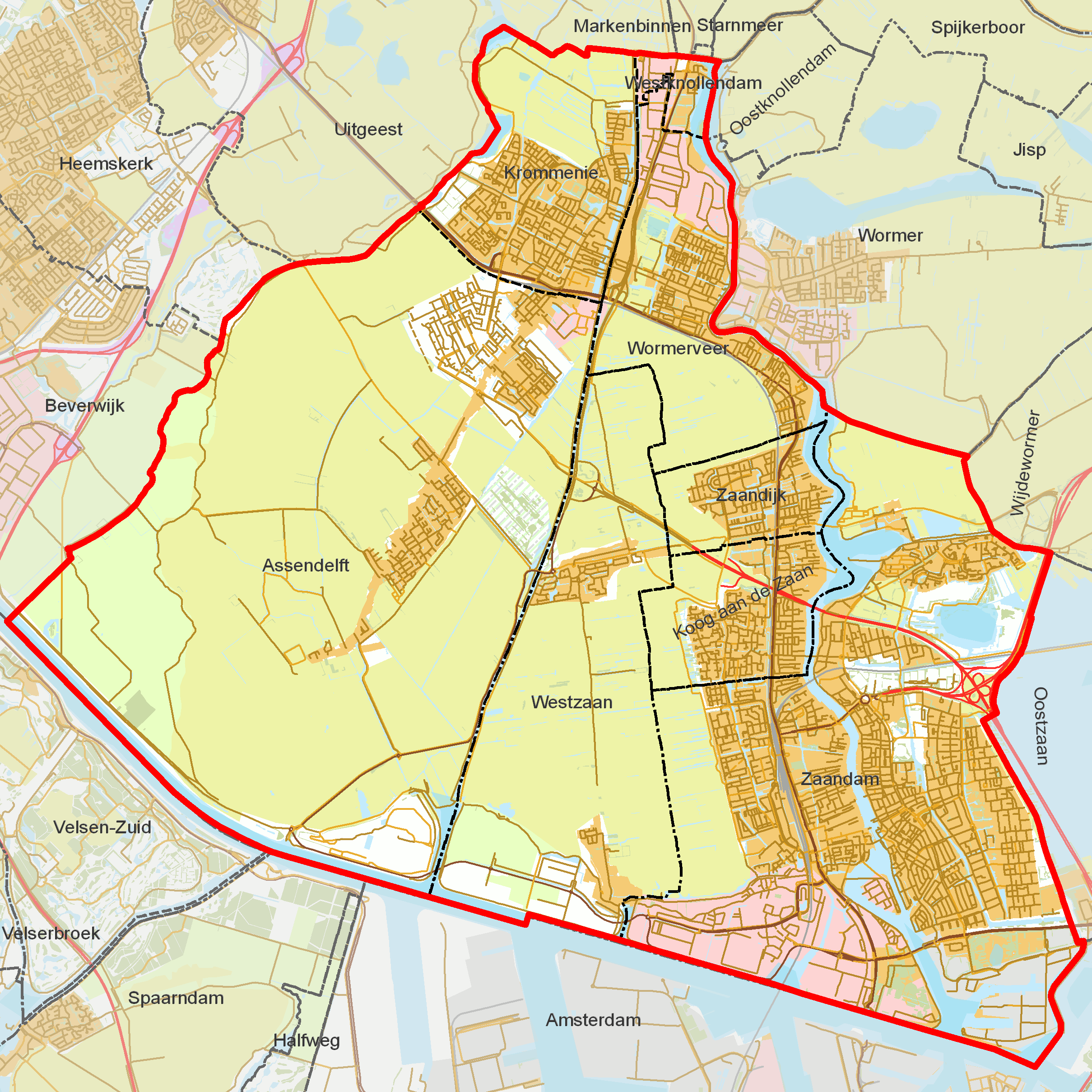
Woonplaatsen in de gemeente Zaanstad

- Assendelft (1878)
- Koog aan de Zaan (1879)
- Krommenie (1880)
- Westknollendam (1881)
- Westzaan (1882)
- Wormerveer (1883)
- Zaandam (1884)
- Zaandijk (1885)

## Zandvoort

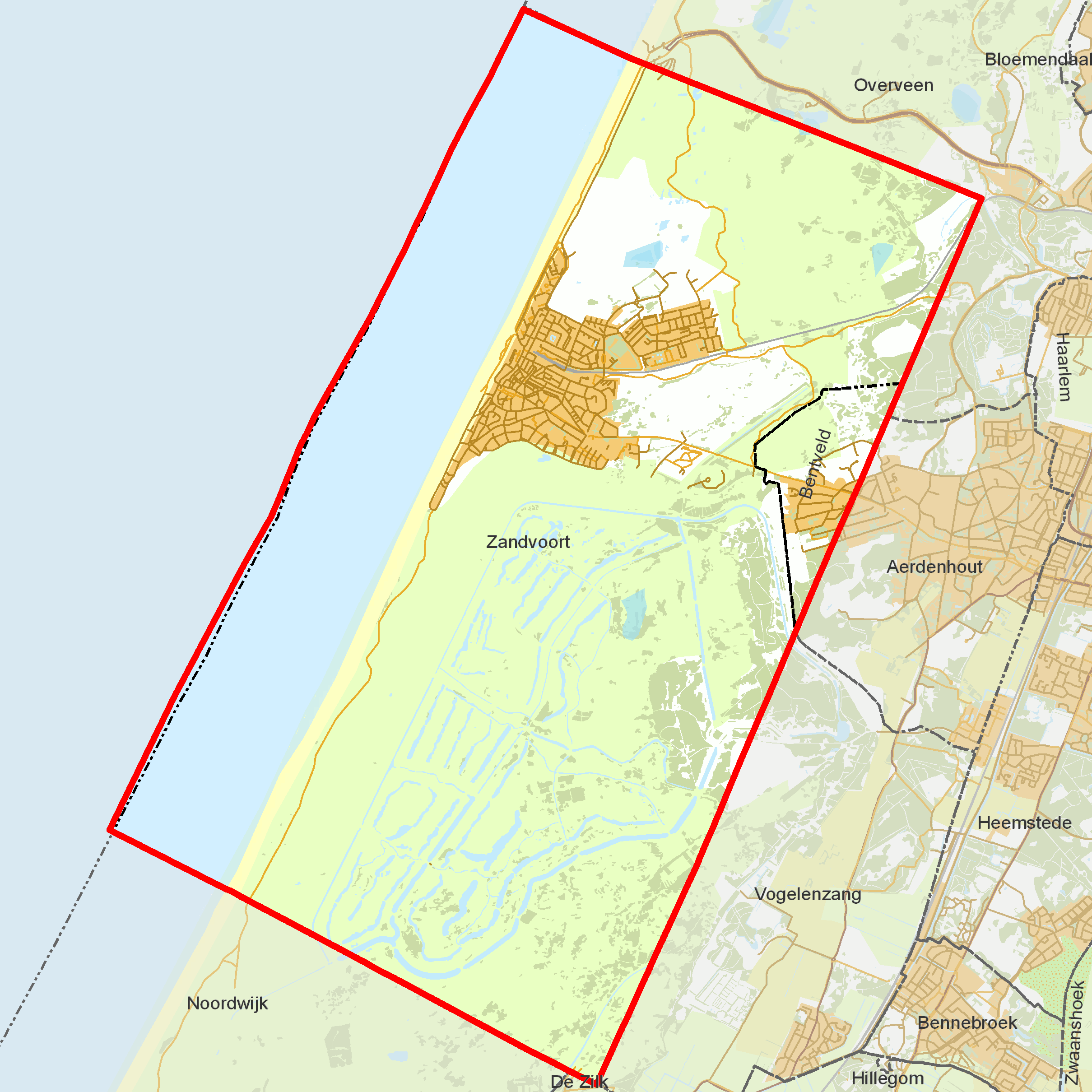
Woonplaatsen in de gemeente Zandvoort

- Bentveld (1306)
- Zandvoort (1305)